# Llista de topònims de Castellcir
Llista de topònims (noms propis de lloc) del municipi de Castellcir, al Moianès
Informació actualitzada per un bot. Els canvis manuals es perdran quan s'actualitzi!

## arbre singular
| imatge | Nom                        | Ubicat a                                              | instància de   | Detalls                                                                           | coordenades                                                                                          | Protecció             | Commons (més fotos)    | Dades a WD                    |
| ------ | -------------------------- | ----------------------------------------------------- | -------------- | --------------------------------------------------------------------------------- | --- | --------------------- | ---------------------- | ----------------------------- |
|        | Pi Bessó                   | Castellcir                                            | arbre singular | Taxon: Pinus nigra (Pinus nigra)                                                  | 41° 46′ 17″ N, 2° 10′ 02″ E / 41.77146944°N,2.16730444°E camí del Castell 690 msnm                   |                       |                        | Modifica les dades a Wikidata |
|        | Pinassa de la Vall Jussana | Castellcir                                            | arbre singular | Taxon: Pinus nigra (Pinus nigra)                                                  | 41° 44′ 57″ N, 2° 08′ 42″ E / 41.74911389°N,2.145125°E Camp de la Bauma 695 msnm                     |                       |                        | Modifica les dades a Wikidata |
|        | Pinassa de les Tres Besses | Castellcir                                            | arbre singular | 19th century Taxon: Pinus nigra (Pinus nigra) Alt: 20m Perímetre: 3.6m            | 41° 46′ 10″ N, 2° 03′ 46″ E / 41.76943194°N,2.06271389°E ca:Sot dels Llamps 658 msnm                 | arbre d'interès local | Pinassa de la Closella | Modifica les dades a Wikidata |
|        | Roure Gros del Bosc        | Castellcir                                            | arbre singular |                                                                                   | 41° 45′ 23″ N, 2° 10′ 25″ E / 41.75636667°N,2.17359722°E Solella del Bosc 700 msnm                   |                       |                        | Modifica les dades a Wikidata |
|        | Roure Gros del Fabregar    | Castellcir Sant Quirze Safaja Sant Martí de Centelles | arbre singular | Taxon: roure de fulla gran (Quercus petraea)                                      | 41° 45′ 31″ N, 2° 11′ 21″ E / 41.75848056°N,2.18914722°E Serrat de la Creueta 820 msnm               |                       |                        | Modifica les dades a Wikidata |
|        | boixos de Puigdomènec      | Castellcir                                            | arbre singular | Taxon: Buxus (Buxus)                                                              | 41° 44′ 13″ N, 2° 09′ 18″ E / 41.73682778°N,2.1549°E ca:Al nord-est de Can Puigdomènec 620 msnm      |                       |                        | Modifica les dades a Wikidata |
|        | roure del Giol             | Castellcir                                            | arbre singular | Taxon: roure martinenc (Quercus pubescens) Ample: 20.7m Alt: 17m Perímetre: 4.25m | 41° 47′ 41″ N, 2° 10′ 05″ E / 41.7946793°N,2.1680486°E ca:Veïnat de Santa Coloma Sasserra 864.8 msnm | arbre monumental      | Roure del Giol         | Modifica les dades a Wikidata |

## bassa
| imatge | Nom                        | Ubicat a   | instància de                    | Detalls | coordenades                                                              | Protecció | Commons (més fotos)         | Dades a WD                    |
| ------ | -------------------------- | ---------- | ------------------------------- | ------- | ------------------------------------------------------------------------ | --------- | --------------------------- | ----------------------------- |
|        | Bassa Petita               | Castellcir | bassa Ús: molí d'aigua regadiu  |         | 41° 45′ 41″ N, 2° 09′ 37″ E / 41.7615°N,2.16019°E 668 msnm               |           |                             | Modifica les dades a Wikidata |
|        | Bassa de la Closella       | Castellcir | bassa                           |         | 41° 46′ 00″ N, 2° 03′ 23″ E / 41.7666°N,2.05643°E Vall de Marfà 651 msnm |           |                             | Modifica les dades a Wikidata |
|        | Bassa de les Berengueres   | Castellcir | bassa Ús: molí d'aigua          |         | 41° 46′ 59″ N, 2° 08′ 58″ E / 41.783184°N,2.149345°E 715 msnm            |           |                             | Modifica les dades a Wikidata |
|        | Bassa del Jub              | Castellcir | bassa Ús: molí d'aigua          |         | 41° 46′ 47″ N, 2° 09′ 28″ E / 41.779758°N,2.157727°E 815 msnm            |           |                             | Modifica les dades a Wikidata |
|        | Bassa del Molí             | Castellcir | bassa Ús: molí d'aigua          |         | 41° 45′ 25″ N, 2° 09′ 37″ E / 41.75690556°N,2.16040833°E 655 msnm        |           | Bassa del Molí (Castellcir) | Modifica les dades a Wikidata |
|        | Embassament de Ca l'Antoja | Castellcir | bassa Ús: regadiu               |         | 41° 45′ 56″ N, 2° 09′ 50″ E / 41.76548056°N,2.164025°E 675 msnm          |           | Embassament de Ca l'Antoja  | Modifica les dades a Wikidata |
|        | la Represa                 | Castellcir | bassa Ús: regadiu aigua potable |         | 41° 45′ 30″ N, 2° 09′ 33″ E / 41.7583°N,2.15919°E 660 msnm               |           |                             | Modifica les dades a Wikidata |

## bosc
| imatge | Nom                            | Ubicat a                        | instància de | Detalls | coordenades                                                                | Protecció | Commons (més fotos) | Dades a WD                    |
| ------ | ------------------------------ | ------------------------------- | ------------ | ------- | -------------------------------------------------------------------------- | --------- | ------------------- | ----------------------------- |
|        | Baga Fosca                     | Castellcir                      | bosc         |         | 41° 45′ 55″ N, 2° 09′ 58″ E / 41.7652°N,2.16618°E 675 750 msnm             |           |                     | Modifica les dades a Wikidata |
|        | Baga de Bernils                | Castellcir                      | bosc         |         | 41° 45′ 31″ N, 2° 10′ 23″ E / 41.75865°N,2.17296111°E 700 750 msnm         |           |                     | Modifica les dades a Wikidata |
|        | Baga de Ca l'Antoja            | Castellcir                      | bosc         |         | 41° 45′ 55″ N, 2° 09′ 58″ E / 41.7652°N,2.16618°E 675 750 msnm             |           |                     | Modifica les dades a Wikidata |
|        | Baga de Marfà                  | Castellcir                      | bosc         |         | 41° 46′ 31″ N, 2° 04′ 14″ E / 41.775241°N,2.070493°E                       |           |                     | Modifica les dades a Wikidata |
|        | Baga de Pujalt                 | Castellcir                      | bosc         |         | 41° 46′ 17″ N, 2° 04′ 21″ E / 41.771442°N,2.072402°E 725 800 msnm          |           |                     | Modifica les dades a Wikidata |
|        | Baga de Sant Jeroni            | Castellcir                      | bosc         |         | 41° 46′ 50″ N, 2° 09′ 05″ E / 41.780514°N,2.151299°E                       |           |                     | Modifica les dades a Wikidata |
|        | Baga de Santa Coloma           | Castellcir                      | bosc         |         | 41° 47′ 38″ N, 2° 10′ 23″ E / 41.793819°N,2.173143°E                       |           |                     | Modifica les dades a Wikidata |
|        | Baga de Serratacó              | Castellcir                      | bosc         |         | 41° 44′ 54″ N, 2° 10′ 00″ E / 41.74824444°N,2.16656944°E                   |           |                     | Modifica les dades a Wikidata |
|        | Baga de la Balma Fosca         | Castellcir                      | bosc         |         | 41° 45′ 34″ N, 2° 10′ 31″ E / 41.7594°N,2.17516°E 725 msnm                 |           |                     | Modifica les dades a Wikidata |
|        | Baga de la Closella            | Castellcir                      | bosc         |         | 41° 45′ 49″ N, 2° 03′ 29″ E / 41.76354444°N,2.05809722°E 625 675 msnm      |           |                     | Modifica les dades a Wikidata |
|        | Baga de la Poua de Sant Jeroni | Castellcir                      | bosc         |         | 41° 46′ 55″ N, 2° 08′ 44″ E / 41.78196389°N,2.14566944°E                   |           |                     | Modifica les dades a Wikidata |
|        | Baga de la Talladella          | Castellcir                      | bosc         |         | 41° 47′ 13″ N, 2° 09′ 26″ E / 41.78681389°N,2.15734444°E 775 msnm          |           |                     | Modifica les dades a Wikidata |
|        | Baga de les Basses             | Castellcir Castellterçol        | bosc         |         | 41° 46′ 22″ N, 2° 07′ 19″ E / 41.77276389°N,2.12186389°E 660 msnm          |           |                     | Modifica les dades a Wikidata |
|        | Bosc Mitger                    | Castellcir Monistrol de Calders | bosc         |         | 41° 45′ 57″ N, 2° 02′ 53″ E / 41.765921°N,2.048148°E 650 msnm              |           | Bosc Mitger         | Modifica les dades a Wikidata |
|        | Bosc de Ca l'Antoja            | Castellcir                      | bosc         |         | 41° 45′ 54″ N, 2° 09′ 57″ E / 41.7650472222°N,2.16586666667°E              |           |                     | Modifica les dades a Wikidata |
|        | Bosc de Can Sants              | Castellcir                      | bosc         |         | 41° 45′ 00″ N, 2° 08′ 56″ E / 41.7498916667°N,2.14896944444°E              |           |                     | Modifica les dades a Wikidata |
|        | Bosc de les Berengueres        | Castellcir                      | bosc         |         | 41° 47′ 16″ N, 2° 09′ 14″ E / 41.7877361111°N,2.153875°E 725 775 msnm      |           |                     | Modifica les dades a Wikidata |
|        | Bosc del Bosc                  | Castellcir                      | bosc         |         | 41° 44′ 50″ N, 2° 11′ 02″ E / 41.7470944444°N,2.184015°E                   |           |                     | Modifica les dades a Wikidata |
|        | Bosc del Vilardell             | Castellcir                      | bosc         |         | 41° 44′ 46″ N, 2° 08′ 58″ E / 41.7461388889°N,2.14953888889°E 700 msnm     |           |                     | Modifica les dades a Wikidata |
|        | Obaga de Puigdomènec           | Castellcir                      | bosc         |         | 41° 44′ 11″ N, 2° 09′ 24″ E / 41.736257°N,2.156595°E 675 msnm              |           |                     | Modifica les dades a Wikidata |
|        | Obaga de Torroella             | Castellcir                      | bosc         |         | 41° 44′ 19″ N, 2° 08′ 56″ E / 41.738556°N,2.148941°E 630 700 msnm          |           |                     | Modifica les dades a Wikidata |
|        | Pineda de Bernils              | Castellcir                      | bosc         |         | 41° 45′ 41″ N, 2° 10′ 51″ E / 41.7613305556°N,2.18074444444°E 700 750 msnm |           |                     | Modifica les dades a Wikidata |
|        | Pins Blancs (Castellcir)       | Castellcir                      | bosc         |         | 41° 46′ 34″ N, 2° 08′ 07″ E / 41.77610833°N,2.1354125°E 720 msnm           |           |                     | Modifica les dades a Wikidata |
|        | Terme de Bernils               | Castellcir                      | bosc         |         | 41° 45′ 59″ N, 2° 10′ 43″ E / 41.7664°N,2.17858°E 800 msnm                 |           |                     | Modifica les dades a Wikidata |

## camí
| imatge | Nom                                             | Ubicat a                        | instància de | Detalls       | coordenades | Protecció | Commons (més fotos)                        | Dades a WD                    |
| ------ | ----------------------------------------------- | ------------------------------- | ------------ | ------------- | --- | --------- | ------------------------------------------ | ----------------------------- |
|        | camí d'Esplugues                                | Castellcir                      | camí         |               | 41° 45′ 42″ N, 2° 08′ 45″ E / 41.761629°N,2.14585°E 41° 46′ 08″ N, 2° 08′ 02″ E / 41.76889°N,2.133995°E                                     |           | Camí d'Esplugues (Castellcir)              | Modifica les dades a Wikidata |
|        | camí de Can Sants                               | Castellcir                      | camí         | Llarg: 2km    | 41° 45′ 37″ N, 2° 08′ 59″ E / 41.760356°N,2.149717°E 41° 45′ 13″ N, 2° 09′ 28″ E / 41.753736°N,2.157675°E                                   |           | Camí de Can Sants (Castellcir)             | Modifica les dades a Wikidata |
|        | camí de Castellterçol a Marfà                   | Castellterçol Castellcir        | camí         |               | 41° 46′ 39″ N, 2° 06′ 17″ E / 41.7774°N,2.10461°E                                                                                           |           |                                            | Modifica les dades a Wikidata |
|        | camí de Centelles                               | Castellcir Centelles            | camí         |               | 41° 45′ 39″ N, 2° 09′ 01″ E / 41.760764°N,2.150192°E 41° 47′ 58″ N, 2° 13′ 18″ E / 41.799444°N,2.221667°E                                   |           | Camí de Centelles                          | Modifica les dades a Wikidata |
|        | camí de Collsuspina a Santa Coloma Sasserra     | Castellcir                      | camí         | Llarg: 4km    | 41° 49′ 28″ N, 2° 10′ 29″ E / 41.824575°N,2.174644°E 41° 47′ 41″ N, 2° 10′ 06″ E / 41.794825°N,2.168305°E                                   |           |                                            | Modifica les dades a Wikidata |
|        | camí de Moià a Marfà                            | Castellcir                      | camí         | Llarg: 5km    | 41° 45′ 28″ N, 2° 01′ 33″ E / 41.757783°N,2.025878°E 41° 46′ 45″ N, 2° 04′ 08″ E / 41.779128°N,2.068805°E                                   |           |                                            | Modifica les dades a Wikidata |
|        | camí de Monistrol (Marfà)                       | Castellcir                      | camí         | Llarg: 10km   | 41° 45′ 28″ N, 2° 01′ 33″ E / 41.757783°N,2.025878°E 41° 46′ 49″ N, 2° 01′ 54″ E / 41.780383°N,2.031767°E                                   |           |                                            | Modifica les dades a Wikidata |
|        | camí de Monistrol de Calders a Marfà            | Castellcir Monistrol de Calders | camí         | Llarg: 5.3km  | 41° 46′ 12″ N, 2° 01′ 25″ E / 41.770086°N,2.023733°E 41° 46′ 45″ N, 2° 04′ 08″ E / 41.779119°N,2.068751°E                                   |           | Camí de Monistrol de Calders a Marfà       | Modifica les dades a Wikidata |
|        | camí de Monistrol de Calders a la Closella      | Castellcir                      | camí         | Llarg: 5km    | 41° 45′ 25″ N, 2° 01′ 14″ E / 41.756858°N,2.02055°E 41° 45′ 56″ N, 2° 03′ 23″ E / 41.765586°N,2.056431°E                                    |           | Camí de Monistrol de Calders a la Closella | Modifica les dades a Wikidata |
|        | camí de Sant Andreu                             | Castellcir                      | camí         | Llarg: 3km    | 41° 45′ 27″ N, 2° 09′ 03″ E / 41.757468°N,2.150953°E 41° 45′ 36″ N, 2° 09′ 39″ E / 41.760089°N,2.160728°E                                   |           |                                            | Modifica les dades a Wikidata |
|        | camí de Santa Coloma Sasserra                   | Castellcir                      | camí         | Llarg: 4.5km  | 41° 45′ 52″ N, 2° 08′ 43″ E / 41.764314°N,2.145161°E 41° 47′ 41″ N, 2° 10′ 06″ E / 41.794825°N,2.168305°E                                   |           |                                            | Modifica les dades a Wikidata |
|        | camí de Santa Coloma Sasserra a les Berengueres | Castellcir                      | camí         | Llarg: 3.1km  | 41° 45′ 52″ N, 2° 08′ 43″ E / 41.764314°N,2.145161°E 41° 47′ 32″ N, 2° 09′ 23″ E / 41.792136°N,2.156289°E                                   |           |                                            | Modifica les dades a Wikidata |
|        | camí de Santa Maria                             | Castellcir Balenyà              | camí         |               | 41° 45′ 39″ N, 2° 09′ 01″ E / 41.760764°N,2.150192°E 41° 47′ 17″ N, 2° 11′ 38″ E / 41.788053°N,2.193999°E                                   |           | Camí de Santa Maria (Castellcir)           | Modifica les dades a Wikidata |
|        | camí de la Baga                                 | Castellcir                      | camí         | Llarg: 4km    | 41° 45′ 54″ N, 2° 09′ 45″ E / 41.765028°N,2.162375°E 41° 46′ 11″ N, 2° 11′ 08″ E / 41.769847°N,2.185568°E                                   |           | Camí de la Baga (Castellcir)               | Modifica les dades a Wikidata |
|        | camí de la Balma Fosca                          | Castellcir                      | camí         | Llarg: 4km    | 41° 45′ 36″ N, 2° 09′ 39″ E / 41.760089°N,2.160728°E 41° 45′ 46″ N, 2° 10′ 47″ E / 41.762858°N,2.179714°E                                   |           |                                            | Modifica les dades a Wikidata |
|        | camí de la Closella                             | Castellcir                      | camí         |               | 41° 46′ 45″ N, 2° 04′ 08″ E / 41.779106°N,2.068776°E 41° 45′ 56″ N, 2° 03′ 23″ E / 41.765581°N,2.056439°E                                   |           |                                            | Modifica les dades a Wikidata |
|        | camí de la Font                                 | Castellcir                      | camí         | Llarg: 0.15km | 41° 45′ 40″ N, 2° 08′ 59″ E / 41.761056°N,2.149775°E 41° 45′ 39″ N, 2° 08′ 52″ E / 41.760806°N,2.147653°E                                   |           | Camí de la Font (Castellcir)               | Modifica les dades a Wikidata |
|        | camí de la Talladella                           | Castellcir                      | camí         | Llarg: 3km    | 41° 45′ 37″ N, 2° 08′ 59″ E / 41.7604°N,2.14969°E 41° 46′ 53″ N, 2° 09′ 34″ E / 41.781453°N,2.159489°E                                      |           |                                            | Modifica les dades a Wikidata |
|        | camí de les Solanes                             | Castellcir                      | camí         | Llarg: 6km    | 41° 45′ 36″ N, 2° 09′ 39″ E / 41.760089°N,2.160728°E 41° 45′ 52″ N, 2° 10′ 52″ E / 41.764389°N,2.181056°E                                   |           |                                            | Modifica les dades a Wikidata |
|        | camí del Bonifet                                | Castellcir                      | camí         | Llarg: 0.3km  | 41° 47′ 50″ N, 2° 10′ 15″ E / 41.797239°N,2.170967°E 41° 47′ 50″ N, 2° 10′ 13″ E / 41.79735°N,2.170325°E                                    |           |                                            | Modifica les dades a Wikidata |
|        | camí del Bosc                                   | Castellcir                      | camí         | Llarg: 4km    | 41° 45′ 36″ N, 2° 09′ 39″ E / 41.760089°N,2.160728°E 41° 45′ 13″ N, 2° 10′ 05″ E / 41.753492°N,2.168066°E                                   |           |                                            | Modifica les dades a Wikidata |
|        | camí del Castell                                | Castellcir                      | camí         |               | 41° 45′ 36″ N, 2° 09′ 39″ E / 41.76008888888889°N,2.160727777777778°E 41° 46′ 26″ N, 2° 10′ 37″ E / 41.77388888888889°N,2.176944444444445°E |           | Camí del Castell (Castellcir)              | Modifica les dades a Wikidata |
|        | camí del Molí del Mig del Bosc                  | Castellcir                      | camí         | Llarg: 1km    | 41° 45′ 36″ N, 2° 09′ 39″ E / 41.760089°N,2.160728°E 41° 45′ 02″ N, 2° 09′ 36″ E / 41.750689°N,2.160042°E                                   |           | Camí del Molí del Mig del Bosc             | Modifica les dades a Wikidata |
|        | camí del Prat                                   | Castellcir                      | camí         | Llarg: 0.3km  | 41° 46′ 19″ N, 2° 09′ 02″ E / 41.771876°N,2.150582°E 41° 46′ 23″ N, 2° 09′ 06″ E / 41.772967°N,2.151741°E                                   |           |                                            | Modifica les dades a Wikidata |
|        | camí del Puig                                   | Castellcir                      | camí         | Llarg: 0.25km | 41° 45′ 37″ N, 2° 09′ 04″ E / 41.760303°N,2.151215°E 41° 45′ 36″ N, 2° 09′ 16″ E / 41.760092°N,2.154386°E                                   |           | Camí del Puig (Castellcir)                 | Modifica les dades a Wikidata |
|        | camí del Verdeguer                              | Castellcir                      | camí         | Llarg: 3km    | 41° 46′ 23″ N, 2° 09′ 06″ E / 41.772978°N,2.151734°E 41° 46′ 46″ N, 2° 08′ 11″ E / 41.779567°N,2.136433°E                                   |           |                                            | Modifica les dades a Wikidata |
|        | camí dels Sors                                  | Castellcir                      | camí         |               | 41° 47′ 11″ N, 2° 03′ 17″ E / 41.786281°N,2.05475°E 41° 46′ 51″ N, 2° 03′ 01″ E / 41.780831°N,2.050243°E                                    |           |                                            | Modifica les dades a Wikidata |

## casa
| imatge | Nom           | Ubicat a   | instància de | Detalls | coordenades                                                   | Protecció | Commons (més fotos)        | Dades a WD                    |
| ------ | ------------- | ---------- | ------------ | ------- | ------------------------------------------------------------- | --------- | -------------------------- | ----------------------------- |
|        | Cal Bartomeu  | Castellcir | casa         |         | 41° 45′ 37″ N, 2° 09′ 00″ E / 41.76031°N,2.149904°E 780 msnm  |           | Cal Bartomeu (Castellcir)  | Modifica les dades a Wikidata |
|        | Cal Carreter  | Castellcir | casa         |         | 41° 45′ 37″ N, 2° 09′ 00″ E / 41.760275°N,2.150013°E 780 msnm |           | Cal Carreter (Castellcir)  | Modifica les dades a Wikidata |
|        | Cal Cinto     | Castellcir | casa         |         | 41° 45′ 39″ N, 2° 08′ 49″ E / 41.760695°N,2.147067°E 765 msnm |           | Cal Cinto (Castellcir)     | Modifica les dades a Wikidata |
|        | Cal Cisteller | Castellcir | casa         |         | 41° 45′ 36″ N, 2° 08′ 53″ E / 41.76013°N,2.147988°E 765 msnm  |           | Cal Cisteller (Castellcir) | Modifica les dades a Wikidata |
|        | Cal Martí     | Castellcir | casa         |         | 41° 45′ 37″ N, 2° 08′ 58″ E / 41.76031°N,2.149458°E 775 msnm  |           | Cal Martí (Castellcir)     | Modifica les dades a Wikidata |
|        | Cal Pastor    | Castellcir | casa         |         | 41° 45′ 39″ N, 2° 08′ 49″ E / 41.760772°N,2.146813°E 765 msnm |           | Cal Pastor (Castellcir)    | Modifica les dades a Wikidata |
|        | Cal Xapano    | Castellcir | casa         |         | 41° 45′ 37″ N, 2° 09′ 00″ E / 41.76031°N,2.149904°E 780 msnm  |           | Cal Xapano                 | Modifica les dades a Wikidata |

## castell
| imatge | Nom                    | Ubicat a   | instància de | Detalls                                                     | coordenades                                                                                                   | Protecció                                                                                        | Commons (més fotos)    | Dades a WD                    |
| ------ | ---------------------- | ---------- | ------------ | ----------------------------------------------------------- | --- | ------------------------------------------------------------------------------------------------ | ---------------------- | ----------------------------- |
|        | Castell de Marfà       | Castellcir | castell      | Estil: arquitectura popular 1628                            | 41° 46′ 46″ N, 2° 04′ 08″ E / 41.7794°N,2.06889°E ca:En un apèndix de la Serra dels Llamps                    | bé d'interès cultural bé cultural d'interès nacional                                             | Castell de Marfà       | Modifica les dades a Wikidata |
|        | castell de Castellcir  | Castellcir | castell      | 1014                                                        | 41° 46′ 27″ N, 2° 10′ 37″ E / 41.7743°N,2.17694°E ca:Al capdamunt de l'aflorament rocós de la Popa 838.7 msnm | bé d'interès cultural element de la Llista Vermella del Patrimoni bé cultural d'interès nacional | Castell de Castellcir  | Modifica les dades a Wikidata |
|        | la Torrassa dels Moros | Castellcir | castell      | Estil: arquitectura romànica Llarg: 22m Ample: 8m Alt: 4.5m | 41° 46′ 11″ N, 2° 09′ 56″ E / 41.76972222°N,2.16555556°E 685.5 msnm                                           | bé d'interès cultural bé cultural d'interès nacional                                             | La Torrassa dels Moros | Modifica les dades a Wikidata |

## collada
| imatge | Nom                        | Ubicat a                                      | instància de | Detalls | coordenades                                                      | Protecció | Commons (més fotos)  | Dades a WD                    |
| ------ | -------------------------- | --------------------------------------------- | ------------ | ------- | ---------------------------------------------------------------- | --------- | -------------------- | ----------------------------- |
|        | Coll de Marfà              | Castellcir                                    | collada      |         | 41° 46′ 20″ N, 2° 03′ 14″ E / 41.77232778°N,2.05398056°E         |           |                      | Modifica les dades a Wikidata |
|        | Coll de Sant Llogari       | Castellcir Castellterçol Monistrol de Calders | collada      |         | 41° 45′ 39″ N, 2° 03′ 15″ E / 41.7608°N,2.05407°E 623 msnm       |           | Coll de Sant Llogari | Modifica les dades a Wikidata |
|        | Coll de Sauva Negra        | Castellcir Sant Martí de Centelles Centelles  | collada      |         | 41° 46′ 56″ N, 2° 11′ 10″ E / 41.78212222°N,2.18601°E 922.9 msnm |           |                      | Modifica les dades a Wikidata |
|        | Collet de Puig-alt         | Castellcir                                    | collada      |         | 41° 47′ 38″ N, 2° 11′ 01″ E / 41.79375833°N,2.18361833°E         |           |                      | Modifica les dades a Wikidata |
|        | Collet de Roques Sitjanes  | Castellcir                                    | collada      |         | 41° 45′ 57″ N, 2° 10′ 17″ E / 41.7658°N,2.17128°E                |           |                      | Modifica les dades a Wikidata |
|        | Colljovà                   | Castellcir Monistrol de Calders               | collada      |         | 41° 46′ 15″ N, 2° 02′ 43″ E / 41.7708°N,2.04517°E 629 msnm       |           | Colljovà             | Modifica les dades a Wikidata |
|        | Era d'en Coll              | Castellcir                                    | collada      |         | 41° 46′ 11″ N, 2° 11′ 08″ E / 41.7698°N,2.18557°E                |           |                      | Modifica les dades a Wikidata |
|        | les Escaletes (Castellcir) | Castellcir                                    | collada      |         | 41° 46′ 04″ N, 2° 10′ 46″ E / 41.7678°N,2.17953°E                |           |                      | Modifica les dades a Wikidata |

## cova
| imatge | Nom                 | Ubicat a   | instància de | Detalls | coordenades                                                              | Protecció | Commons (més fotos) | Dades a WD                    |
| ------ | ------------------- | ---------- | ------------ | ------- | ------------------------------------------------------------------------ | --------- | ------------------- | ----------------------------- |
|        | Balma Fosca         | Castellcir | cova         |         | 41° 45′ 46″ N, 2° 10′ 47″ E / 41.76285833°N,2.17971389°E                 |           |                     | Modifica les dades a Wikidata |
|        | Balma d'en Roma     | Castellcir | cova         |         | 41° 46′ 49″ N, 2° 11′ 10″ E / 41.7803°N,2.18618°E                        |           |                     | Modifica les dades a Wikidata |
|        | Balma del Pademí    | Castellcir | cova         |         | 41° 46′ 05″ N, 2° 08′ 19″ E / 41.76815111°N,2.13856944°E Sot d'Esplugues |           |                     | Modifica les dades a Wikidata |
|        | Balma del Vilardell | Castellcir | cova         |         | 41° 44′ 35″ N, 2° 09′ 33″ E / 41.74293889°N,2.15906667°E                 |           |                     | Modifica les dades a Wikidata |
|        | Cau del Llop        | Castellcir | cova         |         | 41° 45′ 20″ N, 2° 09′ 50″ E / 41.7555529736858°N,2.16376137783912°E      |           |                     | Modifica les dades a Wikidata |

## curs d'aigua
| imatge | Nom                             | Ubicat a                                       | instància de | Detalls                                                          | coordenades                                                                                               | Protecció | Commons (més fotos)                   | Dades a WD                    |
| ------ | ------------------------------- | ---------------------------------------------- | ------------ | ---------------------------------------------------------------- | --- | --------- | ------------------------------------- | ----------------------------- |
|        | Sot d'Esplugues                 | Castellcir                                     | curs d'aigua | Desemboca: torrent del Molí Vell Llarg: 0.65km                   | 41° 46′ 00″ N, 2° 08′ 36″ E / 41.7666°N,2.1434°E                                                          |           |                                       | Modifica les dades a Wikidata |
|        | Sot de la Sorra                 | Castellcir                                     | curs d'aigua | Desemboca: riera de Santa Coloma Llarg: 1km                      | 41° 46′ 57″ N, 2° 09′ 26″ E / 41.7826°N,2.15727°E                                                         |           |                                       | Modifica les dades a Wikidata |
|        | Sot de la Vinyota               | Castellcir                                     | curs d'aigua | Desemboca: riera de Fontscalents Llarg: 1.1km                    | 41° 45′ 32″ N, 2° 08′ 27″ E / 41.759°N,2.14094°E                                                          |           |                                       | Modifica les dades a Wikidata |
|        | Sot del Sastre                  | Castellcir                                     | curs d'aigua | Desemboca: torrent de les Berengueres Llarg: 3km                 | 41° 48′ 18″ N, 2° 09′ 39″ E / 41.8051°N,2.16081°E                                                         |           |                                       | Modifica les dades a Wikidata |
|        | Torrent Mal                     | Castellcir Castellterçol Moià                  | curs d'aigua | Desemboca: torrent de la Fàbrega Llarg: 6km                      | 41° 48′ 06″ N, 2° 08′ 51″ E / 41.801616°N,2.147499°E 41° 46′ 14″ N, 2° 06′ 43″ E / 41.770423°N,2.112041°E |           | Torrent Mal (Moià)                    | Modifica les dades a Wikidata |
|        | Xaragall de la Cuaranya         | Castellcir                                     | curs d'aigua | Desemboca: riera de Fontscalents Llarg: 0.9km                    | 41° 46′ 18″ N, 2° 08′ 44″ E / 41.7718°N,2.14568°E                                                         |           |                                       | Modifica les dades a Wikidata |
|        | Xaragall de la Font             | Castellcir                                     | curs d'aigua | Desemboca: Torrent Mal Llarg: 0.6km                              | 41° 46′ 33″ N, 2° 07′ 46″ E / 41.7758°N,2.12945°E                                                         |           |                                       | Modifica les dades a Wikidata |
|        | Xaragall de les Alzines Sureres | Castellcir                                     | curs d'aigua | Desemboca: torrent de l'Embosta Llarg: 0.5km                     | 41° 46′ 04″ N, 2° 09′ 07″ E / 41.76764556°N,2.15199472°E                                                  |           |                                       | Modifica les dades a Wikidata |
|        | Xaragall dels Til·lers          | Castellcir                                     | curs d'aigua | Desemboca: torrent de la Mare de Déu Llarg: 1km                  | 41° 46′ 36″ N, 2° 09′ 04″ E / 41.7768°N,2.15119°E                                                         |           |                                       | Modifica les dades a Wikidata |
|        | el Tenes                        | província de Barcelona Moianès Vallès Oriental | curs d'aigua | Desemboca: Besòs Llarg: 32.5km                                   | 41° 44′ 53″ N, 2° 09′ 35″ E / 41.748152°N,2.15967°E 41° 32′ 28″ N, 2° 13′ 49″ E / 41.541249°N,2.230325°E  |           | El Tenes                              | Modifica les dades a Wikidata |
|        | la Golarda                      | Castellcir Monistrol de Calders                | curs d'aigua | Desemboca: riu Calders Llarg: 9km                                | 41° 46′ 48″ N, 2° 03′ 48″ E / 41.780014°N,2.063434°E 41° 45′ 45″ N, 2° 00′ 44″ E / 41.762635°N,2.012307°E |           | La Golarda                            | Modifica les dades a Wikidata |
|        | riera de Castellcir             | Castellcir                                     | curs d'aigua | Desemboca: el Tenes Llarg: 2.5km                                 | 41° 46′ 45″ N, 2° 10′ 00″ E / 41.779031°N,2.16668°E 41° 44′ 53″ N, 2° 09′ 35″ E / 41.748149°N,2.159665°E  |           | Riera de Castellcir                   | Modifica les dades a Wikidata |
|        | riera de Castellnou             | Castellcir                                     | curs d'aigua | Travessa: Castellcir Moià Desemboca: riera de Marfà Llarg: 5.5km | 41° 47′ 03″ N, 2° 04′ 45″ E / 41.7841°N,2.07923°E                                                         |           |                                       | Modifica les dades a Wikidata |
|        | riera de Fontscalents           | Castellcir Castellterçol                       | curs d'aigua | Desemboca: torrent de la Fàbrega Llarg: 2.7km                    | 41° 46′ 26″ N, 2° 08′ 18″ E / 41.77378°N,2.138218°E 41° 45′ 48″ N, 2° 07′ 03″ E / 41.763351°N,2.117573°E  |           | Riera de Fontscalents                 | Modifica les dades a Wikidata |
|        | riera de Marfà                  | Castellcir                                     | curs d'aigua | Desemboca: la Golarda Llarg: 5.5km                               | 41° 46′ 44″ N, 2° 03′ 58″ E / 41.7789°N,2.066°E                                                           |           |                                       | Modifica les dades a Wikidata |
|        | riera de Santa Coloma           | Castellcir Moià                                | curs d'aigua | Desemboca: torrent de la Mare de Déu Llarg: 5km                  | 41° 48′ 02″ N, 2° 09′ 52″ E / 41.800531°N,2.164534°E 41° 46′ 58″ N, 2° 08′ 45″ E / 41.782775°N,2.145733°E |           |                                       | Modifica les dades a Wikidata |
|        | riera de la Serradora           | Castellcir                                     | curs d'aigua | Desemboca: Torrent Mal Llarg: 1.5km                              | 41° 46′ 16″ N, 2° 07′ 01″ E / 41.7712°N,2.11693°E                                                         |           |                                       | Modifica les dades a Wikidata |
|        | torrent d'Esplugues             | Castellcir                                     | curs d'aigua | Desemboca: torrent de la Casanova Llarg: 0.75km                  | 41° 45′ 45″ N, 2° 09′ 39″ E / 41.7624°N,2.16076°E                                                         |           |                                       | Modifica les dades a Wikidata |
|        | torrent de Bernils              | Castellcir                                     | curs d'aigua | Desemboca: torrent del Bosc Llarg: 1.1km                         | 41° 45′ 25″ N, 2° 10′ 10″ E / 41.7569°N,2.16933°E                                                         |           |                                       | Modifica les dades a Wikidata |
|        | torrent de Cal Fantasia         | Castellcir                                     | curs d'aigua | Desemboca: torrent de Cerverisses Llarg: 0.4km                   | 41° 44′ 38″ N, 2° 08′ 43″ E / 41.744°N,2.14514°E                                                          |           |                                       | Modifica les dades a Wikidata |
|        | torrent de Centelles            | Sant Martí de Centelles Castellcir             | curs d'aigua | Desemboca: riera de Castellcir Llarg: 2km                        | 41° 46′ 25″ N, 2° 11′ 50″ E / 41.773741°N,2.19723°E 41° 46′ 08″ N, 2° 09′ 55″ E / 41.768839°N,2.165301°E  |           | Torrent de Centelles (Castellcir)     | Modifica les dades a Wikidata |
|        | torrent de Cerverisses          | Castellcir                                     | curs d'aigua | Desemboca: el Tenes Llarg: 0.675km                               | 41° 44′ 11″ N, 2° 09′ 16″ E / 41.7363°N,2.15446°E                                                         |           |                                       | Modifica les dades a Wikidata |
|        | torrent de Font d'Esqueix       | Castellcir                                     | curs d'aigua | Travessa: Castellcir Moià Desemboca: la Golarda Llarg: 2.1km     | 41° 47′ 12″ N, 2° 03′ 29″ E / 41.7868°N,2.05801°E                                                         |           |                                       | Modifica les dades a Wikidata |
|        | torrent de Rataclà              | Castellcir                                     | curs d'aigua | Desemboca: torrent del Bosc Llarg: 0.7km                         | 41° 45′ 15″ N, 2° 10′ 01″ E / 41.7543°N,2.16703°E                                                         |           |                                       | Modifica les dades a Wikidata |
|        | torrent de Sauva Negra          | Castellcir Balenyà Centelles                   | curs d'aigua | Desemboca: riera de Castellcir Llarg: 2.5km                      | 41° 47′ 51″ N, 2° 11′ 18″ E / 41.797411°N,2.188224°E 41° 46′ 46″ N, 2° 10′ 06″ E / 41.779539°N,2.168372°E |           | Torrent de Sauva Negra                | Modifica les dades a Wikidata |
|        | torrent de Serramitja           | Castellcir                                     | curs d'aigua | Desemboca: la Golarda Llarg: 1km                                 | 41° 47′ 15″ N, 2° 03′ 04″ E / 41.7875°N,2.05108°E                                                         |           |                                       | Modifica les dades a Wikidata |
|        | torrent de Vall-llosera         | Castellcir                                     | curs d'aigua | Desemboca: riera de Sant Joan Llarg: 5km                         | 41° 46′ 21″ N, 2° 04′ 19″ E / 41.772462°N,2.072079°E 41° 45′ 24″ N, 2° 02′ 01″ E / 41.756548°N,2.033491°E |           | Torrent de Vall-llosera (Castellcir)  | Modifica les dades a Wikidata |
|        | torrent de l'Embosta            | Castellcir                                     | curs d'aigua | Desemboca: torrent de la Roca Llarg: 0.5km                       | 41° 45′ 50″ N, 2° 09′ 00″ E / 41.763944°N,2.150073°E 41° 45′ 42″ N, 2° 09′ 33″ E / 41.761682°N,2.159168°E |           | Torrent de l'Embosta                  | Modifica les dades a Wikidata |
|        | torrent de l'Espina             | Castellcir                                     | curs d'aigua | Desemboca: riera de Santa Coloma Llarg: 6km                      | 41° 47′ 54″ N, 2° 09′ 46″ E / 41.7984°N,2.16286°E                                                         |           |                                       | Modifica les dades a Wikidata |
|        | torrent de la Casanova          | Castellcir                                     | curs d'aigua | Desemboca: riera de Castellcir Llarg: 2.5km                      | 41° 46′ 58″ N, 2° 08′ 45″ E / 41.7827°N,2.14572°E                                                         |           |                                       | Modifica les dades a Wikidata |
|        | torrent de la Font de l'Arrel   | Castellcir Moià                                | curs d'aigua | Desemboca: torrent de les Berengueres Llarg: 1km                 | 41° 47′ 02″ N, 2° 08′ 49″ E / 41.7839°N,2.14688°E                                                         |           |                                       | Modifica les dades a Wikidata |
|        | torrent de la Font del Pardal   | Balenyà Castellcir                             | curs d'aigua | Desemboca: torrent del Soler (Castellcir) Llarg: 2.5km           | 41° 48′ 11″ N, 2° 11′ 36″ E / 41.803046°N,2.193367°E 41° 47′ 30″ N, 2° 10′ 33″ E / 41.791587°N,2.175915°E |           |                                       | Modifica les dades a Wikidata |
|        | torrent de la Fàbrega           | Castellcir Castellterçol                       | curs d'aigua | Desemboca: riera de Marfà Llarg: 4km                             | 41° 46′ 40″ N, 2° 06′ 18″ E / 41.777819°N,2.104984°E 41° 47′ 02″ N, 2° 04′ 45″ E / 41.784019°N,2.079085°E |           | Torrent de la Fàbrega (Castellterçol) | Modifica les dades a Wikidata |
|        | torrent de la Mare de Déu       | Castellcir                                     | curs d'aigua | Desemboca: riera de Fontscalents Llarg: 4km                      | 41° 46′ 26″ N, 2° 08′ 17″ E / 41.7739°N,2.13818°E                                                         |           |                                       | Modifica les dades a Wikidata |
|        | torrent de la Penyora           | Castellcir                                     | curs d'aigua | Desemboca: torrent de la Casanova Llarg: 0.75km                  | 41° 46′ 44″ N, 2° 10′ 00″ E / 41.779°N,2.16671°E                                                          |           |                                       | Modifica les dades a Wikidata |
|        | torrent de la Roca              | Castellcir                                     | curs d'aigua | Desemboca: riera de Castellcir Llarg: 2km                        | 41° 46′ 30″ N, 2° 09′ 19″ E / 41.775004°N,2.1552°E 41° 45′ 41″ N, 2° 09′ 34″ E / 41.761413°N,2.159534°E   |           | Torrent de la Roca (Castellcir)       | Modifica les dades a Wikidata |
|        | torrent de la Vall Jussana      | Castellcir Castellterçol                       | curs d'aigua | Desemboca: torrent de Cerverisses Llarg: 2.9km                   | 41° 45′ 41″ N, 2° 08′ 44″ E / 41.761523°N,2.145531°E 41° 44′ 34″ N, 2° 08′ 38″ E / 41.742903°N,2.143974°E |           | Torrent de la Vall Jussana            | Modifica les dades a Wikidata |
|        | torrent de les Berengueres      | Castellcir                                     | curs d'aigua | Desemboca: torrent de la Mare de Déu Llarg: 2km                  | 41° 47′ 02″ N, 2° 08′ 49″ E / 41.7839°N,2.14688°E                                                         |           |                                       | Modifica les dades a Wikidata |
|        | torrent del Bosc                | Castellcir Sant Martí de Centelles             | curs d'aigua | Desemboca: riera de Castellcir Llarg: 4.4km                      | 41° 45′ 58″ N, 2° 11′ 57″ E / 41.766008°N,2.199119°E 41° 44′ 53″ N, 2° 09′ 35″ E / 41.748105°N,2.15973°E  |           |                                       | Modifica les dades a Wikidata |
|        | torrent del Molí Vell           | Castellcir                                     | curs d'aigua | Desemboca: riera de Fontscalents Llarg: 0.65km                   | 41° 45′ 53″ N, 2° 08′ 27″ E / 41.7646°N,2.140715°E 41° 45′ 59″ N, 2° 08′ 00″ E / 41.766408°N,2.133226°E   |           |                                       | Modifica les dades a Wikidata |
|        | torrent del Rossinyol           | Castellcir                                     | curs d'aigua | Desemboca: torrent d'Esplugues Llarg: 0.5km                      | 41° 45′ 46″ N, 2° 09′ 37″ E / 41.7628°N,2.16035°E                                                         |           |                                       | Modifica les dades a Wikidata |

## dolmen
| imatge | Nom                    | Ubicat a   | instància de | Detalls | coordenades                                                       | Protecció                                  | Commons (més fotos) | Dades a WD                    |
| ------ | ---------------------- | ---------- | ------------ | ------- | ----------------------------------------------------------------- | ------------------------------------------ | ------------------- | ----------------------------- |
|        | dolmen de la Casa Nova | Castellcir | dolmen       |         | 41° 47′ 02″ N, 2° 08′ 33″ E / 41.784°N,2.14238°E                  | bé integrant del patrimoni cultural català |                     | Modifica les dades a Wikidata |
|        | dolmen de la Clusella  | Castellcir | dolmen       |         | 41° 46′ 02″ N, 2° 02′ 43″ E / 41.7672°N,2.04524°E 705.01 msnm     | bé integrant del patrimoni cultural català |                     | Modifica les dades a Wikidata |
|        | dolmen del Trompo      | Castellcir | dolmen       |         | 41° 46′ 02″ N, 2° 02′ 43″ E / 41.76724028°N,2.04524444°E 632 msnm | bé cultural d'interès local                |                     | Modifica les dades a Wikidata |

## entitat singular de població
| imatge | Nom              | Ubicat a   | instància de                                                                   | Detalls | coordenades                                                       | Protecció | Commons (més fotos)     | Dades a WD                    |
| ------ | ---------------- | ---------- | ------------------------------------------------------------------------------ | ------- | ----------------------------------------------------------------- | --------- | ----------------------- | ----------------------------- |
|        | Castellcir       | Castellcir | entitat singular de població capital municipal ens local històric de Catalunya | 700 hab | 41° 45′ 39″ N, 2° 09′ 41″ E / 41.76074°N,2.16128°E 783 msnm       |           |                         | Modifica les dades a Wikidata |
|        | Marfà            | Castellcir | entitat singular de població ens local històric de Catalunya                   | 7 hab   | 41° 46′ 45″ N, 2° 04′ 08″ E / 41.77915796°N,2.06893857°E 596 msnm |           |                         | Modifica les dades a Wikidata |
|        | el Solà del Boix | Castellcir | entitat singular de població                                                   | 0 hab   | 41° 43′ 55″ N, 2° 08′ 55″ E / 41.731844°N,2.148569°E 675 msnm     |           |                         | Modifica les dades a Wikidata |
|        | la Penyora       | Castellcir | entitat singular de població                                                   | 71 hab  | 41° 47′ 04″ N, 2° 09′ 56″ E / 41.78443889°N,2.165475°E 818 msnm   |           | La Penyora (Castellcir) | Modifica les dades a Wikidata |

## església
| imatge | Nom                                     | Ubicat a   | instància de | Detalls                                  | coordenades                                                                                     | Protecció                                  | Commons (més fotos)                      | Dades a WD                    |
| ------ | --------------------------------------- | ---------- | ------------ | ---------------------------------------- | ----------------------------------------------------------------------------------------------- | ------------------------------------------ | ---------------------------------------- | ----------------------------- |
|        | Sant Andreu de Castellcir               | Castellcir | església     |                                          | 41° 45′ 36″ N, 2° 09′ 39″ E / 41.760088888889°N,2.1607277777778°E 694.2 msnm                    | bé cultural d'interès local                | Sant Andreu de Castellcir                | Modifica les dades a Wikidata |
|        | Sant Josep de la Talladella             | Castellcir | església     |                                          | 41° 46′ 54″ N, 2° 09′ 33″ E / 41.78158056°N,2.15930278°E 817.9 msnm                             |                                            | Sant Josep de la Talladella (Castellcir) | Modifica les dades a Wikidata |
|        | Sant Martí de la Roca                   | Castellcir | església     |                                          | 41° 46′ 26″ N, 2° 10′ 36″ E / 41.77388889°N,2.17656111°E 848.4 msnm                             |                                            |                                          | Modifica les dades a Wikidata |
|        | Sant Miquel d'Argelaguer                | Castellcir | església     |                                          | 41° 45′ 55″ N, 2° 09′ 42″ E / 41.76526389°N,2.16173611°E 695 msnm                               |                                            |                                          | Modifica les dades a Wikidata |
|        | Sant Pere de Marfà                      | Castellcir | església     | Estil: arquitectura barroca              | 41° 46′ 48″ N, 2° 04′ 11″ E / 41.77993°N,2.06961°E ca:Al costat de la masia de Marfà 594.7 msnm | bé integrant del patrimoni cultural català | Sant Pere de Marfà                       | Modifica les dades a Wikidata |
|        | Santa Maria de Castellcir               | Castellcir | església     |                                          | 41° 45′ 39″ N, 2° 09′ 01″ E / 41.7607°N,2.15022°E 693 msnm                                      | bé integrant del patrimoni cultural català | Santa Maria de Castellcir                | Modifica les dades a Wikidata |
|        | església de Santa Coloma Sasserra       | Castellcir | església     | Estil: arquitectura romànica             | 41° 47′ 41″ N, 2° 10′ 07″ E / 41.7946°N,2.16869°E ca:Veïnat de Santa Coloma Sasserra 864.8 msnm | bé cultural d'interès local                | Església de Santa Coloma Sasserra        | Modifica les dades a Wikidata |
|        | la Mare de Déu de la Concepció del Bosc | Castellcir | església     | Estil: arquitectura popular 18th century | 41° 45′ 12″ N, 2° 10′ 07″ E / 41.7534°N,2.16851°E 707 msnm                                      | bé integrant del patrimoni cultural català |                                          | Modifica les dades a Wikidata |
|        | la Mare de Déu de la Tosca              | Castellcir | església     |                                          | 41° 46′ 46″ N, 2° 04′ 36″ E / 41.7795°N,2.07677°E 547.7 msnm                                    |                                            | Santuari de la Mare de Déu de la Tosca   | Modifica les dades a Wikidata |

## font
| imatge | Nom                           | Ubicat a   | instància de | Detalls      | coordenades | Protecció | Commons (més fotos)       | Dades a WD                    |
| ------ | ----------------------------- | ---------- | ------------ | ------------ | --- | --------- | ------------------------- | ----------------------------- |
|        | Fontscalents                  | Castellcir | font         |              | 41° 46′ 25″ N, 2° 08′ 17″ E / 41.773551°N,2.138131°E 680 msnm                                                            |           | Fontscalents (Castellcir) | Modifica les dades a Wikidata |
|        | el Biot (Castellcir)          | Castellcir | font         |              | 41° 46′ 20″ N, 2° 09′ 22″ E / 41.7722°N,2.15606944°E 758 msnm                                                            |           |                           | Modifica les dades a Wikidata |
|        | font Bernada                  | Castellcir | font         |              | 41° 47′ 16″ N, 2° 08′ 12″ E / 41.7879°N,2.13663°E 696 msnm                                                               |           |                           | Modifica les dades a Wikidata |
|        | font Roc                      | Castellcir | font         |              | 41° 46′ 33″ N, 2° 03′ 48″ E / 41.7758°N,2.06329°E                                                                        |           |                           | Modifica les dades a Wikidata |
|        | font Vella                    | Castellcir | font         |              | 41° 46′ 46″ N, 2° 10′ 06″ E / 41.779375°N,2.1683125°E 645 msnm                                                           |           |                           | Modifica les dades a Wikidata |
|        | font d'Alta                   | Castellcir | font         |              | 41° 45′ 05″ N, 2° 09′ 48″ E / 41.75148611°N,2.16346111°E 649 msnm                                                        |           |                           | Modifica les dades a Wikidata |
|        | font de Cal Fantasia          | Castellcir | font         |              | 41° 44′ 39″ N, 2° 08′ 39″ E / 41.74429722°N,2.14403333°E Cal Fantasia 661 msnm                                           |           |                           | Modifica les dades a Wikidata |
|        | font de Cerverisses           | Castellcir | font         |              | 41° 44′ 24″ N, 2° 08′ 53″ E / 41.7401°N,2.148°E 633 msnm                                                                 |           |                           | Modifica les dades a Wikidata |
|        | font de Gust                  | Castellcir | font         |              | 41° 46′ 45″ N, 2° 03′ 57″ E / 41.7791°N,2.06577°E 517.5 msnm                                                             |           |                           | Modifica les dades a Wikidata |
|        | font de Puigdomènec           | Castellcir | font         |              | 41° 44′ 12″ N, 2° 09′ 18″ E / 41.7368°N,2.1549°E                                                                         |           |                           | Modifica les dades a Wikidata |
|        | font de Pujalt                | Castellcir | font         |              | 41° 46′ 24″ N, 2° 04′ 18″ E / 41.77338611°N,2.07153333°E                                                                 |           |                           | Modifica les dades a Wikidata |
|        | font de Vall Jussana          | Castellcir | font         |              | 41° 44′ 57″ N, 2° 08′ 37″ E / 41.74928056°N,2.143675°E 675 msnm                                                          |           |                           | Modifica les dades a Wikidata |
|        | font de l'Arrel               | Castellcir | font         |              | 41° 47′ 38″ N, 2° 09′ 01″ E / 41.79400556°N,2.1502175°E 745 msnm                                                         |           |                           | Modifica les dades a Wikidata |
|        | font de l'Escudella           | Castellcir | font         |              | 41° 46′ 12″ N, 2° 10′ 30″ E / 41.76992778°N,2.17511667°E 714 msnm                                                        |           |                           | Modifica les dades a Wikidata |
|        | font de la Cava               | Castellcir | font         |              | 41° 46′ 09″ N, 2° 10′ 19″ E / 41.76911528°N,2.17193889°E                                                                 |           |                           | Modifica les dades a Wikidata |
|        | font de la Golarda            | Castellcir | font         |              | 41° 47′ 01″ N, 2° 05′ 02″ E / 41.7837482846042°N,2.0839352212642°E                                                       |           |                           | Modifica les dades a Wikidata |
|        | font de la Tuna               | Castellcir | font         |              | 41° 46′ 46″ N, 2° 10′ 06″ E / 41.779375°N,2.1683125°E 712 msnm                                                           |           |                           | Modifica les dades a Wikidata |
|        | font de la Vall               | Castellcir | font         |              | 41° 45′ 24″ N, 2° 08′ 45″ E / 41.75655°N,2.14571944°E                                                                    |           |                           | Modifica les dades a Wikidata |
|        | font de les Basses            | Castellcir | font         |              | 41° 46′ 35″ N, 2° 07′ 24″ E / 41.7763°N,2.12325°E 635 msnm                                                               |           |                           | Modifica les dades a Wikidata |
|        | font de les Solanes           | Castellcir | font         |              | 41° 45′ 51″ N, 2° 10′ 57″ E / 41.76418333°N,2.18257778°E                                                                 |           |                           | Modifica les dades a Wikidata |
|        | font del Barbot               | Castellcir | font         |              | 41° 47′ 34″ N, 2° 10′ 37″ E / 41.79270833°N,2.17695833°E 755 msnm                                                        |           |                           | Modifica les dades a Wikidata |
|        | font del Castell (Castellcir) | Castellcir | font         |              | 41° 46′ 37″ N, 2° 10′ 37″ E / 41.7769°N,2.17683°E 767.2 msnm                                                             |           |                           | Modifica les dades a Wikidata |
|        | font del Jub                  | Castellcir | font         |              | 41° 46′ 39″ N, 2° 10′ 53″ E / 41.77760556°N,2.18141667°E                                                                 |           |                           | Modifica les dades a Wikidata |
|        | font del Molí                 | Castellcir | font         |              | 41° 45′ 19″ N, 2° 09′ 34″ E / 41.7553°N,2.15943°E                                                                        |           |                           | Modifica les dades a Wikidata |
|        | font del Molí Vell            | Castellcir | font         | 20th century | 41° 45′ 59″ N, 2° 08′ 01″ E / 41.7663°N,2.1335°E ca:A l'oest del nucli de Castellcir, al nord est del Molí Vell 663 msnm |           | Font del Molí Vell        | Modifica les dades a Wikidata |
|        | font del Pa Sucat             | Castellcir | font         |              | 41° 46′ 37″ N, 2° 07′ 44″ E / 41.77685556°N,2.12885556°E                                                                 |           |                           | Modifica les dades a Wikidata |
|        | font del Poble                | Castellcir | font         |              | 41° 45′ 39″ N, 2° 08′ 52″ E / 41.76081111°N,2.14766111°E                                                                 |           |                           | Modifica les dades a Wikidata |
|        | font del Roure                | Castellcir | font         |              | 41° 44′ 39″ N, 2° 08′ 39″ E / 41.7443°N,2.14403°E                                                                        |           |                           | Modifica les dades a Wikidata |

## gorg
| imatge | Nom           | Ubicat a   | instància de | Detalls | coordenades                                                                          | Protecció | Commons (més fotos) | Dades a WD                    |
| ------ | ------------- | ---------- | ------------ | ------- | ------------------------------------------------------------------------------------ | --------- | ------------------- | ----------------------------- |
|        | Gorg Anguiler | Castellcir | gorg         |         | 41° 46′ 58″ N, 2° 04′ 47″ E / 41.78290833°N,2.07965°E Vall de Marfà 543.6 msnm       |           |                     | Modifica les dades a Wikidata |
|        | Gorg Estret   | Castellcir | gorg         |         | 41° 47′ 07″ N, 2° 04′ 49″ E / 41.7852502778°N,2.08030277778°E Vall de Marfà 572 msnm |           |                     | Modifica les dades a Wikidata |

## gual
| imatge | Nom                        | Ubicat a   | instància de | Detalls | coordenades                                                     | Protecció | Commons (més fotos)    | Dades a WD                    |
| ------ | -------------------------- | ---------- | ------------ | ------- | --------------------------------------------------------------- | --------- | ---------------------- | ----------------------------- |
|        | Pas de la Casanova         | Castellcir | gual         |         | 41° 47′ 01″ N, 2° 10′ 15″ E / 41.78349944°N,2.17080028°E        |           |                        | Modifica les dades a Wikidata |
|        | Pas de la Tuna             | Castellcir | gual         |         | 41° 46′ 45″ N, 2° 10′ 00″ E / 41.77903889°N,2.166625°E 706 msnm |           | Pas de la Tuna         | Modifica les dades a Wikidata |
|        | Passant Ample              | Castellcir | gual         |         | 41° 46′ 47″ N, 2° 08′ 34″ E / 41.77966944°N,2.14281389°E        |           |                        | Modifica les dades a Wikidata |
|        | Passant de Puigdomènec     | Castellcir | gual         |         | 41° 44′ 15″ N, 2° 09′ 21″ E / 41.73746667°N,2.15570833°E        |           |                        | Modifica les dades a Wikidata |
|        | Passant de Sant Andreu     | Castellcir | gual         |         | 41° 45′ 43″ N, 2° 09′ 37″ E / 41.761817°N,2.160285°E 670 msnm   |           | Passant de Sant Andreu | Modifica les dades a Wikidata |
|        | Passant de la Tosca        | Castellcir | gual         |         | 41° 46′ 53″ N, 2° 04′ 34″ E / 41.7815°N,2.07624°E               |           |                        | Modifica les dades a Wikidata |
|        | Passant de les Berengueres | Castellcir | gual         |         | 41° 47′ 27″ N, 2° 09′ 36″ E / 41.79084722°N,2.16003056°E        |           |                        | Modifica les dades a Wikidata |
|        | Passant dels Plans         | Castellcir | gual         |         | 41° 45′ 09″ N, 2° 08′ 38″ E / 41.75242639°N,2.14398889°E        |           |                        | Modifica les dades a Wikidata |

## indret
| imatge | Nom                                       | Ubicat a                                      | instància de | Detalls | coordenades                                                                      | Protecció | Commons (més fotos)               | Dades a WD                    |
| ------ | ----------------------------------------- | --------------------------------------------- | ------------ | ------- | -------------------------------------------------------------------------------- | --------- | --------------------------------- | ----------------------------- |
|        | Bruguerol de la Roca                      | Castellcir                                    | indret       |         | 41° 46′ 14″ N, 2° 09′ 32″ E / 41.77050556°N,2.15885833°E                         |           |                                   | Modifica les dades a Wikidata |
|        | Camp Gran d'Esplugues                     | Castellcir                                    | indret       |         | 41° 46′ 13″ N, 2° 08′ 33″ E / 41.77018333°N,2.14259167°E                         |           |                                   | Modifica les dades a Wikidata |
|        | Camp Gran de la Casa Nova del Verdeguer   | Castellcir                                    | indret       |         | 41° 47′ 07″ N, 2° 08′ 20″ E / 41.78522611°N,2.13896111°E                         |           |                                   | Modifica les dades a Wikidata |
|        | Camp de Cerverisses                       | Castellcir                                    | indret       |         | 41° 44′ 31″ N, 2° 08′ 56″ E / 41.74206111°N,2.14878889°E                         |           |                                   | Modifica les dades a Wikidata |
|        | Camp de l'Àlber                           | Castellcir                                    | indret       |         | 41° 45′ 55″ N, 2° 03′ 30″ E / 41.76521667°N,2.05829722°E 620 msnm                |           |                                   | Modifica les dades a Wikidata |
|        | Camp de la Bassa                          | Castellcir                                    | indret       |         | 41° 46′ 47″ N, 2° 08′ 14″ E / 41.77966389°N,2.13719444°E 733 msnm                |           |                                   | Modifica les dades a Wikidata |
|        | Camp de la Bauma                          | Castellcir                                    | indret       |         | 41° 44′ 59″ N, 2° 08′ 37″ E / 41.74963056°N,2.14362222°E 685 msnm                |           |                                   | Modifica les dades a Wikidata |
|        | Camp de la Terma                          | Castellcir                                    | indret       |         | 41° 46′ 44″ N, 2° 10′ 53″ E / 41.77876667°N,2.181425°E 790 msnm                  |           |                                   | Modifica les dades a Wikidata |
|        | Camp de les Abelles                       | Castellcir                                    | indret       |         | 41° 44′ 59″ N, 2° 08′ 37″ E / 41.7496°N,2.14362°E 685 msnm                       |           |                                   | Modifica les dades a Wikidata |
|        | Camp del Feu                              | Castellcir                                    | indret       |         | 41° 46′ 14″ N, 2° 09′ 09″ E / 41.77050833°N,2.15248806°E                         |           |                                   | Modifica les dades a Wikidata |
|        | Camp del Jub                              | Castellcir                                    | indret       |         | 41° 46′ 44″ N, 2° 10′ 53″ E / 41.77876667°N,2.181425°E                           |           |                                   | Modifica les dades a Wikidata |
|        | Camps de Can Sants                        | Castellcir                                    | indret       |         | 41° 46′ 58″ N, 2° 10′ 30″ E / 41.7829°N,2.17502°E                                |           |                                   | Modifica les dades a Wikidata |
|        | Camps de Marfà                            | Castellcir                                    | indret       |         | 41° 46′ 58″ N, 2° 10′ 30″ E / 41.7829°N,2.17502°E                                |           |                                   | Modifica les dades a Wikidata |
|        | Camps de Portet                           | Castellcir                                    | indret       |         | 41° 46′ 23″ N, 2° 08′ 08″ E / 41.7731°N,2.1355°E 711 msnm                        |           | Camps de Portet                   | Modifica les dades a Wikidata |
|        | Camps de Torroella                        | Castellcir                                    | indret       |         | 41° 44′ 15″ N, 2° 08′ 34″ E / 41.7375°N,2.14269°E                                |           |                                   | Modifica les dades a Wikidata |
|        | Camps de la Casa Nova                     | Castellcir                                    | indret       |         | 41° 46′ 58″ N, 2° 10′ 30″ E / 41.7829°N,2.17502°E 879 msnm                       |           |                                   | Modifica les dades a Wikidata |
|        | Camps de la Poua                          | Castellcir                                    | indret       |         | 41° 46′ 19″ N, 2° 09′ 53″ E / 41.77187778°N,2.164775°E                           |           |                                   | Modifica les dades a Wikidata |
|        | Camps de la Talladella                    | Castellcir                                    | indret       |         | 41° 46′ 38″ N, 2° 09′ 28″ E / 41.77719444°N,2.15784444°E 800 msnm                |           |                                   | Modifica les dades a Wikidata |
|        | Camps de la Torrassa                      | Castellcir                                    | indret       |         | 41° 46′ 19″ N, 2° 09′ 53″ E / 41.7719°N,2.16477°E                                |           |                                   | Modifica les dades a Wikidata |
|        | Camps de les Solanes                      | Castellcir                                    | indret       |         | 41° 45′ 52″ N, 2° 10′ 46″ E / 41.76445556°N,2.17953056°E                         |           |                                   | Modifica les dades a Wikidata |
|        | Camps del Cau del Toixó                   | Castellcir                                    | indret       |         | 41° 46′ 38″ N, 2° 07′ 56″ E / 41.77733889°N,2.13218889°E                         |           |                                   | Modifica les dades a Wikidata |
|        | Camps del Passant Ample                   | Castellcir                                    | indret       |         | 41° 46′ 42″ N, 2° 08′ 37″ E / 41.7782°N,2.14365°E                                |           |                                   | Modifica les dades a Wikidata |
|        | Camps del Solei                           | Castellcir                                    | indret       |         | 41° 46′ 24″ N, 2° 10′ 47″ E / 41.7733°N,2.17983°E                                |           |                                   | Modifica les dades a Wikidata |
|        | Camps del Vilardell                       | Castellcir                                    | indret       |         | 41° 44′ 35″ N, 2° 09′ 14″ E / 41.743175°N,2.15388889°E                           |           |                                   | Modifica les dades a Wikidata |
|        | Cau de la Bardissa                        | Castellcir                                    | indret       |         | 41° 46′ 50″ N, 2° 10′ 09″ E / 41.7805°N,2.16908°E Santa Coloma Sasserra 707 msnm |           |                                   | Modifica les dades a Wikidata |
|        | Cau del Llop                              | Castellcir                                    | indret       |         | 41° 45′ 24″ N, 2° 09′ 55″ E / 41.75667222°N,2.16525833°E                         |           |                                   | Modifica les dades a Wikidata |
|        | Cau del Toixó                             | Castellcir                                    | indret       |         | 41° 46′ 44″ N, 2° 07′ 46″ E / 41.7788°N,2.12946°E                                |           |                                   | Modifica les dades a Wikidata |
|        | Cingles de Montbrú                        | Castellcir                                    | indret       |         | 41° 47′ 22″ N, 2° 04′ 14″ E / 41.7895°N,2.07045°E                                |           |                                   | Modifica les dades a Wikidata |
|        | Cingles de Serramitja                     | Castellcir                                    | indret       |         | 41° 47′ 09″ N, 2° 02′ 49″ E / 41.7857°N,2.04693°E                                |           |                                   | Modifica les dades a Wikidata |
|        | Costa del Molar                           | Castellcir                                    | indret       |         | 41° 45′ 06″ N, 2° 09′ 20″ E / 41.751568°N,2.155506°E 725 msnm                    |           | Costa del Molar                   | Modifica les dades a Wikidata |
|        | El Barbot                                 | Castellcir                                    | indret       |         | 41° 47′ 30″ N, 2° 10′ 33″ E / 41.791652°N,2.175868°E                             |           | El Barbot (Santa Coloma Sasserra) | Modifica les dades a Wikidata |
|        | El Còdol (Marfà)                          | Castellcir                                    | indret       |         | 41° 47′ 25″ N, 2° 04′ 49″ E / 41.79029722°N,2.08018333°E Vall de Marfà           |           |                                   | Modifica les dades a Wikidata |
|        | El Pampero                                | Castellcir                                    | indret       |         | 41° 46′ 33″ N, 2° 09′ 01″ E / 41.77586111°N,2.15021583°E                         |           |                                   | Modifica les dades a Wikidata |
|        | El Purgatori                              | Castellcir                                    | indret       |         | 41° 46′ 47″ N, 2° 07′ 42″ E / 41.7796°N,2.12846°E                                |           |                                   | Modifica les dades a Wikidata |
|        | Els Restobles                             | Castellcir                                    | indret       |         | 41° 44′ 49″ N, 2° 09′ 26″ E / 41.74692222°N,2.15735833°E                         |           |                                   | Modifica les dades a Wikidata |
|        | Feixa de la Baga                          | Castellcir                                    | indret       |         | 41° 46′ 46″ N, 2° 09′ 49″ E / 41.77930556°N,2.16370833°E                         |           |                                   | Modifica les dades a Wikidata |
|        | Feixes Roges                              | Castellcir                                    | indret       |         | 41° 46′ 43″ N, 2° 04′ 20″ E / 41.7786°N,2.07223°E                                |           |                                   | Modifica les dades a Wikidata |
|        | Fornot de Cal Fantasia                    | Castellcir                                    | indret       |         | 41° 44′ 36″ N, 2° 08′ 22″ E / 41.74337222°N,2.13936667°E                         |           |                                   | Modifica les dades a Wikidata |
|        | Fornot del Verdeguer                      | Castellcir                                    | indret       |         | 41° 46′ 32″ N, 2° 08′ 32″ E / 41.775425°N,2.14232778°E                           |           |                                   | Modifica les dades a Wikidata |
|        | Horts de la Vall                          | Castellcir                                    | indret       |         | 41° 45′ 24″ N, 2° 08′ 48″ E / 41.7567°N,2.14656°E                                |           |                                   | Modifica les dades a Wikidata |
|        | L'Esquei                                  | Castellcir                                    | indret       |         | 41° 46′ 51″ N, 2° 09′ 59″ E / 41.78091944°N,2.16636944°E                         |           |                                   | Modifica les dades a Wikidata |
|        | La Creueta                                | Castellcir                                    | indret       |         | 41° 45′ 59″ N, 2° 07′ 39″ E / 41.7663°N,2.12753°E                                |           |                                   | Modifica les dades a Wikidata |
|        | La Popa                                   | Castellcir                                    | indret       |         | 41° 46′ 33″ N, 2° 10′ 44″ E / 41.775875°N,2.17876389°E                           |           |                                   | Modifica les dades a Wikidata |
|        | La Rompuda                                | Castellcir                                    | indret       |         | 41° 46′ 08″ N, 2° 10′ 05″ E / 41.769°N,2.16808°E 697 msnm                        |           | La Rompuda (Castellcir)           | Modifica les dades a Wikidata |
|        | La Rompuda Grossa                         | Castellcir                                    | indret       |         | 41° 46′ 08″ N, 2° 10′ 32″ E / 41.76902167°N,2.17552222°E 725 msnm                |           | La Rompuda Grossa                 | Modifica les dades a Wikidata |
|        | La Teuleria                               | Castellcir                                    | indret       |         | 41° 47′ 19″ N, 2° 10′ 41″ E / 41.7886°N,2.1781°E                                 |           |                                   | Modifica les dades a Wikidata |
|        | La Tosca (Marfà)                          | Castellcir                                    | indret       |         | 41° 46′ 47″ N, 2° 04′ 37″ E / 41.77966944°N,2.07689167°E                         |           |                                   | Modifica les dades a Wikidata |
|        | La Volada de l'Àliga                      | Castellcir                                    | indret       |         | 41° 47′ 24″ N, 2° 03′ 27″ E / 41.789955°N,2.057505°E                             |           |                                   | Modifica les dades a Wikidata |
|        | Les Guineueres                            | Castellcir                                    | indret       |         | 41° 45′ 09″ N, 2° 08′ 38″ E / 41.7524°N,2.14399°E                                |           |                                   | Modifica les dades a Wikidata |
|        | Les Oliveres (Marfà)                      | Castellcir                                    | indret       |         | 41° 47′ 02″ N, 2° 04′ 21″ E / 41.7838°N,2.07238°E                                |           |                                   | Modifica les dades a Wikidata |
|        | Les Saleres                               | Castellcir                                    | indret       |         | 41° 46′ 20″ N, 2° 09′ 10″ E / 41.77212778°N,2.15275278°E                         |           |                                   | Modifica les dades a Wikidata |
|        | Les Saleres de la Casa Nova del Verdeguer | Castellcir                                    | indret       |         | 41° 47′ 04″ N, 2° 08′ 28″ E / 41.78457972°N,2.14104722°E 745 msnm                |           |                                   | Modifica les dades a Wikidata |
|        | Pla de Bruga                              | Castellcir Sant Martí de Centelles            | indret       |         | 41° 46′ 46″ N, 2° 10′ 45″ E / 41.7795°N,2.17923°E 890 msnm                       |           |                                   | Modifica les dades a Wikidata |
|        | Quintana d'Esplugues                      | Castellcir                                    | indret       |         | 41° 46′ 17″ N, 2° 08′ 09″ E / 41.77137778°N,2.13596778°E 680 msnm                |           | Quintana d'Esplugues              | Modifica les dades a Wikidata |
|        | Quintana de Cal Fantasia                  | Castellcir                                    | indret       |         | 41° 44′ 44″ N, 2° 08′ 31″ E / 41.74543056°N,2.14193333°E 700 msnm                |           | Quintana de Cal Fantasia          | Modifica les dades a Wikidata |
|        | Quintana de la Caseta del Giol            | Castellcir                                    | indret       |         | 41° 45′ 52″ N, 2° 08′ 50″ E / 41.764483°N,2.147114°E 780 msnm                    |           | Quintana de la Caseta del Giol    | Modifica les dades a Wikidata |
|        | Quintana de la Closella                   | Castellcir                                    | indret       |         | 41° 45′ 58″ N, 2° 03′ 29″ E / 41.76604444°N,2.05791944°E 645 msnm                |           |                                   | Modifica les dades a Wikidata |
|        | Quintana de la Roca                       | Castellcir                                    | indret       |         | 41° 46′ 09″ N, 2° 09′ 03″ E / 41.7691°N,2.15094°E 775 msnm                       |           | Quintana de la Roca (Castellcir)  | Modifica les dades a Wikidata |
|        | Quintana de la Tuta                       | Castellcir                                    | indret       |         | 41° 47′ 31″ N, 2° 08′ 41″ E / 41.79201111°N,2.14461667°E 750 msnm                |           |                                   | Modifica les dades a Wikidata |
|        | Quintana del Xei                          | Castellcir                                    | indret       |         | 41° 46′ 46″ N, 2° 03′ 06″ E / 41.77934444°N,2.05161194°E 500 msnm                |           |                                   | Modifica les dades a Wikidata |
|        | Quintana dels Sors                        | Castellcir                                    | indret       |         | 41° 46′ 58″ N, 2° 03′ 06″ E / 41.78272222°N,2.05155028°E 525 msnm                |           |                                   | Modifica les dades a Wikidata |
|        | Quintà Nou                                | Castellcir                                    | indret       |         | 41° 46′ 18″ N, 2° 08′ 54″ E / 41.77163611°N,2.14834722°E 765 msnm                |           |                                   | Modifica les dades a Wikidata |
|        | Racó de l'Home Mort                       | Castellcir                                    | indret       |         | 41° 44′ 47″ N, 2° 09′ 09″ E / 41.74648333°N,2.15238389°E                         |           |                                   | Modifica les dades a Wikidata |
|        | Racó de la Font del Llop                  | Castellcir                                    | indret       |         | 41° 46′ 44″ N, 2° 11′ 08″ E / 41.77899444°N,2.18549056°E                         |           |                                   | Modifica les dades a Wikidata |
|        | Restoble de la Bauma                      | Castellcir                                    | indret       |         | 41° 45′ 02″ N, 2° 08′ 31″ E / 41.7506°N,2.14206°E                                |           |                                   | Modifica les dades a Wikidata |
|        | Restoble de la Closella                   | Castellcir                                    | indret       |         | 41° 46′ 12″ N, 2° 03′ 48″ E / 41.77007222°N,2.06333611°E                         |           |                                   | Modifica les dades a Wikidata |
|        | Revolt Ample                              | Castellcir                                    | indret       |         | 41° 45′ 17″ N, 2° 09′ 19″ E / 41.754751°N,2.155144°E 732 msnm                    |           | Revolt Ample                      | Modifica les dades a Wikidata |
|        | Roc del Paraigua                          | Castellcir Monistrol de Calders               | indret       |         | 41° 46′ 40″ N, 2° 02′ 42″ E / 41.777847°N,2.044936°E 527 msnm                    |           | Roc del Paraigua                  | Modifica les dades a Wikidata |
|        | Roca Lloba                                | Castellcir                                    | indret       |         | 41° 47′ 03″ N, 2° 08′ 50″ E / 41.78407083°N,2.14710833°E                         |           |                                   | Modifica les dades a Wikidata |
|        | Roca Mala                                 | Castellcir                                    | indret       |         | 41° 47′ 35″ N, 2° 10′ 57″ E / 41.79314722°N,2.18236389°E                         |           |                                   | Modifica les dades a Wikidata |
|        | Rompuda de l'Esteve                       | Castellcir                                    | indret       |         | 41° 46′ 54″ N, 2° 07′ 55″ E / 41.7817°N,2.13204°E                                |           |                                   | Modifica les dades a Wikidata |
|        | Rompuda de la Vall                        | Castellcir Castellterçol                      | indret       |         | 41° 45′ 38″ N, 2° 08′ 08″ E / 41.7606°N,2.13561°E                                |           |                                   | Modifica les dades a Wikidata |
|        | Roques Foradades                          | Castellcir                                    | indret       |         | 41° 47′ 34″ N, 2° 08′ 30″ E / 41.79290278°N,2.14159722°E                         |           |                                   | Modifica les dades a Wikidata |
|        | Roques Tallades                           | Castellcir                                    | indret       |         | 41° 47′ 20″ N, 2° 04′ 02″ E / 41.788983°N,2.067152°E                             |           |                                   | Modifica les dades a Wikidata |
|        | Roques de Sant Llogari                    | Castellcir Monistrol de Calders Castellterçol | indret       |         | 41° 45′ 40″ N, 2° 03′ 14″ E / 41.761222°N,2.0538°E                               |           |                                   | Modifica les dades a Wikidata |
|        | Solella de Santa Maria                    | Castellcir                                    | indret       |         | 41° 47′ 17″ N, 2° 11′ 00″ E / 41.78806667°N,2.18336083°E                         |           |                                   | Modifica les dades a Wikidata |
|        | Sot Cirer                                 | Castellcir                                    | indret       |         | 41° 47′ 01″ N, 2° 08′ 17″ E / 41.7836575°N,2.13801111°E                          |           |                                   | Modifica les dades a Wikidata |
|        | Sot de Font Bernada                       | Castellcir                                    | indret       |         | 41° 47′ 17″ N, 2° 08′ 23″ E / 41.788°N,2.13961°E                                 |           |                                   | Modifica les dades a Wikidata |
|        | Sot de la Barraca de Llaunes              | Castellcir                                    | indret       |         | 41° 46′ 40″ N, 2° 07′ 38″ E / 41.77765278°N,2.12725°E                            |           |                                   | Modifica les dades a Wikidata |
|        | Sot de la Millera                         | Castellcir                                    | indret       |         | 41° 46′ 14″ N, 2° 08′ 29″ E / 41.77046111°N,2.14139444°E                         |           |                                   | Modifica les dades a Wikidata |
|        | Sot de la Roca Lloba                      | Castellcir                                    | indret       |         | 41° 46′ 55″ N, 2° 08′ 40″ E / 41.78193611°N,2.14441389°E                         |           |                                   | Modifica les dades a Wikidata |
|        | Sot de les Espines                        | Castellcir                                    | indret       |         | 41° 46′ 01″ N, 2° 08′ 50″ E / 41.7669°N,2.14732°E 763 msnm                       |           | Sot de les Espines                | Modifica les dades a Wikidata |
|        | Sot de les Moles                          | Castellcir                                    | indret       |         | 41° 45′ 20″ N, 2° 08′ 57″ E / 41.75551944°N,2.14905278°E                         |           |                                   | Modifica les dades a Wikidata |
|        | Sot de les Mules                          | Castellcir                                    | indret       |         | 41° 45′ 27″ N, 2° 08′ 53″ E / 41.757572°N,2.148034°E 760 msnm                    |           | Sot de les Mules                  | Modifica les dades a Wikidata |
|        | Sot de les Pedres                         | Castellcir                                    | indret       |         | 41° 47′ 27″ N, 2° 09′ 50″ E / 41.7908°N,2.16394°E                                |           |                                   | Modifica les dades a Wikidata |
|        | Sot del Cau de les Lloses                 | Castellcir                                    | indret       |         | 41° 47′ 01″ N, 2° 08′ 10″ E / 41.7836°N,2.13604°E                                |           |                                   | Modifica les dades a Wikidata |
|        | Sot del Cinto                             | Castellcir                                    | indret       |         | 41° 45′ 51″ N, 2° 08′ 16″ E / 41.764068°N,2.137784°E 725 msnm                    |           |                                   | Modifica les dades a Wikidata |
|        | Sot del Forn                              | Castellcir                                    | indret       |         | 41° 46′ 33″ N, 2° 08′ 14″ E / 41.77577222°N,2.13717222°E 700 msnm                |           |                                   | Modifica les dades a Wikidata |
|        | Sot del Peret                             | Castellcir                                    | indret       |         | 41° 46′ 12″ N, 2° 10′ 57″ E / 41.770022°N,2.18242°E 750 msnm                     |           |                                   | Modifica les dades a Wikidata |
|        | Sot dels Còdols                           | Castellcir                                    | indret       |         | 41° 46′ 35″ N, 2° 09′ 50″ E / 41.776409°N,2.163897°E 750 msnm                    |           |                                   | Modifica les dades a Wikidata |
|        | Sot dels Llamps                           | Castellcir                                    | indret       |         | 41° 46′ 44″ N, 2° 08′ 43″ E / 41.778763°N,2.145311°E 725 msnm                    |           | Sot dels Llamps (Castellcir)      | Modifica les dades a Wikidata |
|        | Sot dels Llamps                           | Castellcir                                    | indret       |         | 41° 46′ 16″ N, 2° 03′ 47″ E / 41.7712°N,2.06292°E                                |           |                                   | Modifica les dades a Wikidata |
|        | Sot dels Oms                              | Castellcir                                    | indret       |         | 41° 44′ 27″ N, 2° 09′ 33″ E / 41.740757°N,2.159187°E 670 msnm                    |           |                                   | Modifica les dades a Wikidata |
|        | Sot dels Til·lers                         | Castellcir                                    | indret       |         | 41° 46′ 29″ N, 2° 08′ 50″ E / 41.7748°N,2.14727°E 750 msnm                       |           | Sot dels Til·lers                 | Modifica les dades a Wikidata |
|        | Sots Fondos                               | Castellcir Sant Martí de Centelles            | indret       |         | 41° 46′ 31″ N, 2° 11′ 22″ E / 41.775404°N,2.189432°E 775 msnm                    |           |                                   | Modifica les dades a Wikidata |
|        | Vall de Llàgrimes                         | Castellcir                                    | indret       |         | 41° 47′ 16″ N, 2° 08′ 53″ E / 41.787794°N,2.147956°E 725 msnm                    |           |                                   | Modifica les dades a Wikidata |

## masia
| imatge | Nom                       | Ubicat a   | instància de | Detalls                                  | coordenades | Protecció                                  | Commons (més fotos)                   | Dades a WD                    |
| ------ | ------------------------- | ---------- | ------------ | ---------------------------------------- | --- | ------------------------------------------ | ------------------------------------- | ----------------------------- |
|        | Ca l'Antoja               | Castellcir | masia        | 17th century                             | 41° 45′ 54″ N, 2° 09′ 45″ E / 41.765°N,2.16237°E ca:A nord est del nucli principal, entre aquest i la riera de Castellcir. 685 msnm                                       |                                            | Ca l'Antoja (Castellcir)              | Modifica les dades a Wikidata |
|        | Cal Fantasia              | Castellcir | masia        | 19th century                             | 41° 44′ 38″ N, 2° 08′ 34″ E / 41.74396944°N,2.14284444°E ca:Al sud del nucli urbà, a prop del termenal de Castellterçol. 673 msnm                                         |                                            | Cal Fantasia (Castellcir)             | Modifica les dades a Wikidata |
|        | Cal Jaumet                | Castellcir | masia        | 18th century                             | 41° 45′ 37″ N, 2° 09′ 31″ E / 41.76040278°N,2.15851389°E ca:A llevant del nucli principal a l'oest de Sant Andreu de, nomes separats per la riera de Castellcir. 671 msnm |                                            | Cal Jaumet (Castellcir)               | Modifica les dades a Wikidata |
|        | Cal Manel                 | Castellcir | masia        | 18th century                             | 41° 45′ 49″ N, 2° 09′ 05″ E / 41.76368333°N,2.15142444°E ca:Entre el nucli urbà i el mas de Mont-ras 769 msnm                                                             |                                            | Cal Manel (Castellcir)                | Modifica les dades a Wikidata |
|        | Cal Quirze                | Castellcir | masia        | 18th century Estat: ruïnós               | 41° 45′ 36″ N, 2° 09′ 27″ E / 41.760005°N,2.157385°E ca:A llevant del carrer del nucli principal i al sud dels masos de Cal Jaumet i Cal Quirze. 687 msnm                 |                                            | Cal Quirze (Castellcir)               | Modifica les dades a Wikidata |
|        | Cal Tomàs                 | Castellcir | masia        |                                          | 41° 45′ 36″ N, 2° 09′ 37″ E / 41.760027°N,2.160368°E 694 msnm |                                            | Cal Tomàs (Castellcir)                | Modifica les dades a Wikidata |
|        | Can Gregori               | Castellcir | masia        | 18th century                             | 41° 45′ 38″ N, 2° 09′ 28″ E / 41.76054167°N,2.15789167°E ca:Vora Cal Jaumet 681 msnm                                                                                      |                                            | Can Gregori (Castellcir)              | Modifica les dades a Wikidata |
|        | Can Puigdomènec           | Castellcir | masia        | Estil: arquitectura popular              | 41° 44′ 09″ N, 2° 09′ 10″ E / 41.73581°N,2.15276°E | bé integrant del patrimoni cultural català |                                       | Modifica les dades a Wikidata |
|        | Can Sants                 | Castellcir | masia        | 1683                                     | 41° 45′ 13″ N, 2° 09′ 27″ E / 41.753696°N,2.157629°E ca:Camí de Can Sants (Castellcir) 672 msnm                                                                           |                                            | Can Sants (Castellcir)                | Modifica les dades a Wikidata |
|        | Casa Nova del Verdeguer   | Castellcir | masia        |                                          | 41° 47′ 07″ N, 2° 08′ 30″ E / 41.7853°N,2.14156°E 759.7 msnm |                                            |                                       | Modifica les dades a Wikidata |
|        | Casa de Coll de Marfà     | Castellcir | masia        |                                          | 41° 46′ 22″ N, 2° 03′ 12″ E / 41.7729°N,2.0532°E 679 msnm |                                            |                                       | Modifica les dades a Wikidata |
|        | Casa del Guarda           | Castellcir | masia        |                                          | 41° 47′ 04″ N, 2° 08′ 23″ E / 41.78441417°N,2.13981944°E 754.1 msnm |                                            |                                       | Modifica les dades a Wikidata |
|        | Casalot del Castell       | Castellcir | masia        |                                          | 41° 45′ 47″ N, 2° 08′ 54″ E / 41.7631°N,2.14821°E 786.3 msnm |                                            |                                       | Modifica les dades a Wikidata |
|        | Casanova del Castell      | Castellcir | masia        |                                          | 41° 46′ 49″ N, 2° 10′ 27″ E / 41.78025°N,2.17420556°E ca:Al nord del nucli urbà, i a l'est de la Penyora. 835 msnm                                                        |                                            | Casanova del Castell (Castellcir)     | Modifica les dades a Wikidata |
|        | Domus de Santa Coloma     | Castellcir | masia        | Estil: art romànic 12nd century          | 41° 47′ 36″ N, 2° 10′ 00″ E / 41.79335°N,2.166752°E 858 msnm | bé integrant del patrimoni cultural català | Domus de Santa Coloma                 | Modifica les dades a Wikidata |
|        | Esplugues                 | Castellcir | masia        | Estil: arquitectura popular 17th century | 41° 46′ 08″ N, 2° 08′ 02″ E / 41.76888972°N,2.133995°E | bé cultural d'interès local                | Esplugues (Castellcir)                | Modifica les dades a Wikidata |
|        | Marfà                     | Castellcir | masia        |                                          | 41° 46′ 45″ N, 2° 04′ 08″ E / 41.77928889°N,2.06894222°E ca:Vall de la Golarda. Accés des de Moià o des de la Fàbrega 596 msnm                                            |                                            | Marfà (Castellcir)                    | Modifica les dades a Wikidata |
|        | Mas Montserrat            | Castellcir | masia        |                                          | 41° 46′ 24″ N, 2° 08′ 43″ E / 41.77331667°N,2.14536667°E ca:A l'est del camí de Santa Coloma i del Mas del Prat. 774.3 msnm                                               |                                            |                                       | Modifica les dades a Wikidata |
|        | Mas Torroella             | Castellcir | masia        | 17th century                             | 41° 44′ 15″ N, 2° 08′ 50″ E / 41.7374°N,2.14721°E ca:A prop del turó de Torroella 710 msnm                                                                                |                                            | Torroella (Castellcir)                | Modifica les dades a Wikidata |
|        | Mont-ras                  | Castellcir | masia        | Estil: arquitectura popular              | 41° 45′ 46″ N, 2° 09′ 07″ E / 41.76264444°N,2.15195861°E ca:A l'est del nucli principal, entre el carrer de Sant Andreu i el Torrent del Rossinyol. 760 msnm              |                                            | Mont-ras (Castellcir)                 | Modifica les dades a Wikidata |
|        | Puigdomènec               | Castellcir | masia        |                                          | 41° 44′ 09″ N, 2° 09′ 10″ E / 41.73579222°N,2.15271194°E 641.4 msnm |                                            |                                       | Modifica les dades a Wikidata |
|        | Pujalt                    | Castellcir | masia        | 17th century Estat: ruïnós               | 41° 46′ 19″ N, 2° 04′ 32″ E / 41.77203889°N,2.07560278°E ca:A les proximitats de la masia del Pedrós 770 msnm                                                             |                                            | Pujalt (Marfà)                        | Modifica les dades a Wikidata |
|        | Rectoria de Santa Coloma  | Castellcir | masia        | Estil: arquitectura popular              | 41° 47′ 43″ N, 2° 10′ 05″ E / 41.79519722°N,2.16798861°E | bé cultural d'interès local                | Rectoria de Santa Coloma (Castellcir) | Modifica les dades a Wikidata |
|        | Sant Jeroni               | Castellcir | masia        |                                          | 41° 46′ 51″ N, 2° 08′ 50″ E / 41.7807°N,2.14709°E 781 msnm |                                            | Sant Jeroni (Castellcir)              | Modifica les dades a Wikidata |
|        | Serracaixeta              | Castellcir | masia        | 20th century                             | 41° 47′ 29″ N, 2° 10′ 20″ E / 41.79138333°N,2.17222778°E ca:Al nord est de la Penyora i al sud de Santa Coloma Saserra 842 msnm                                           |                                            | Serracaixeta                          | Modifica les dades a Wikidata |
|        | Torre de Serracaixeta     | Castellcir | masia        |                                          | 41° 47′ 19″ N, 2° 10′ 26″ E / 41.78869167°N,2.17380556°E Santa Coloma Sasserra 845 msnm                                                                                   |                                            | Torre de Serracaixeta                 | Modifica les dades a Wikidata |
|        | Vilacís                   | Castellcir | masia        |                                          | 41° 45′ 55″ N, 2° 09′ 42″ E / 41.76526389°N,2.16174167°E 694.5 msnm |                                            |                                       | Modifica les dades a Wikidata |
|        | el Bonifet                | Castellcir | masia        |                                          | 41° 47′ 50″ N, 2° 10′ 13″ E / 41.79735°N,2.170325°E 847 msnm |                                            | El Bonifet                            | Modifica les dades a Wikidata |
|        | el Bosc                   | Castellcir | masia        | Estil: arquitectura popular 17th century | 41° 45′ 13″ N, 2° 10′ 05″ E / 41.75349167°N,2.16806611°E ca:Al sud-est de Castellcir 707 msnm                                                                             | bé integrant del patrimoni cultural català | El Bosc (Castellcir)                  | Modifica les dades a Wikidata |
|        | el Giol                   | Castellcir | masia        | Estil: arquitectura popular 16th century | 41° 47′ 40″ N, 2° 10′ 08″ E / 41.7944°N,2.16876°E ca:Camí de Santa Coloma Sasserra, al costat de l'església                                                               | bé integrant del patrimoni cultural català | El Giol (Santa Coloma Sasserra)       | Modifica les dades a Wikidata |
|        | el Prat                   | Castellcir | masia        | 14th century                             | 41° 46′ 22″ N, 2° 09′ 15″ E / 41.7727°N,2.15421°E ca:A llevant del Camí de Santa Coloma Sasserra 768 msnm                                                                 |                                            | El Prat (Castellcir)                  | Modifica les dades a Wikidata |
|        | el Puig                   | Castellcir | masia        | 1192                                     | 41° 45′ 36″ N, 2° 09′ 16″ E / 41.7601°N,2.15439°E ca:Camí del Puig 780 msnm                                                                                               |                                            | El Puig (Castellcir)                  | Modifica les dades a Wikidata |
|        | el Saiolic                | Castellcir | masia        | Estat: en perill                         | 41° 46′ 46″ N, 2° 05′ 03″ E / 41.77943333°N,2.08407556°E ca:A la part alta del torrent de la Fàbrega 653 msnm                                                             |                                            | El Saiolic                            | Modifica les dades a Wikidata |
|        | el Serrat                 | Castellcir | masia        |                                          | 41° 45′ 32″ N, 2° 08′ 53″ E / 41.759°N,2.14812°E ca:Carrer del sot de les Moles, 8-10 771.1 msnm                                                                          |                                            |                                       | Modifica les dades a Wikidata |
|        | el Verdeguer              | Castellcir | masia        |                                          | 41° 46′ 46″ N, 2° 08′ 11″ E / 41.77956667°N,2.13643333°E 733.4 msnm |                                            |                                       | Modifica les dades a Wikidata |
|        | el Vilardell              | Castellcir | masia        | Estil: arquitectura popular 16th century | 41° 44′ 29″ N, 2° 09′ 14″ E / 41.74138056°N,2.15385°E ca:Al nord de Sant Quirze Safaja 698 msnm                                                                           | bé integrant del patrimoni cultural català |                                       | Modifica les dades a Wikidata |
|        | el Xei                    | Castellcir | masia        | 1764                                     | 41° 46′ 45″ N, 2° 03′ 01″ E / 41.7791°N,2.05037°E ca:Quintana del Xei 527 msnm                                                                                            |                                            | El Xei (Marfà)                        | Modifica les dades a Wikidata |
|        | els Sorts                 | Castellcir | masia        | 1768                                     | 41° 46′ 51″ N, 2° 03′ 01″ E / 41.7808°N,2.05024°E ca:Quintana dels Sorts 513 msnm                                                                                         |                                            | Els Sorts (Marfà)                     | Modifica les dades a Wikidata |
|        | la Casa Nova de la Vileta | Castellcir | masia        |                                          | 41° 45′ 20″ N, 2° 09′ 31″ E / 41.75561944°N,2.15849167°E 661 msnm |                                            | La Casa Nova de la Vileta             | Modifica les dades a Wikidata |
|        | la Caseta del Giol        | Castellcir | masia        | 18th century                             | 41° 45′ 47″ N, 2° 08′ 54″ E / 41.7631°N,2.14821°E ca:Al nord oest del nucli principal, a l'Avinguda de Santa Coloma 786 msnm                                              |                                            | La Caseta del Giol                    | Modifica les dades a Wikidata |
|        | la Clariana               | Castellcir | masia        |                                          | 41° 46′ 00″ N, 2° 08′ 29″ E / 41.76657222°N,2.14130556°E 735 msnm |                                            |                                       | Modifica les dades a Wikidata |
|        | la Closella               | Castellcir | masia        |                                          | 41° 45′ 56″ N, 2° 03′ 24″ E / 41.76551944°N,2.05670278°E 653 msnm |                                            | La Closella (Castellcir)              | Modifica les dades a Wikidata |
|        | la Codina                 | Castellcir | masia        | 18th century                             | 41° 45′ 26″ N, 2° 09′ 25″ E / 41.75733056°N,2.156975°E ca:: Al sud est del nucli urbà principal, al nord ide la riera de Castellcir i el Molí del Bosc. 692 msnm          |                                            | La Codina (Castellcir)                | Modifica les dades a Wikidata |
|        | la Datzira                | Castellcir | masia        | 11st century                             | 41° 47′ 05″ N, 2° 03′ 31″ E / 41.784624°N,2.058716°E ca:Entre Serramitja i Marfà, en un meandre de la riera de la Golarda 523 msnm                                        |                                            | La Datzira                            | Modifica les dades a Wikidata |
|        | la Rectoria Vella         | Castellcir | masia        | Estil: arquitectura popular 18th century | 41° 45′ 36″ N, 2° 09′ 37″ E / 41.76°N,2.16037°E 694.2 msnm | bé integrant del patrimoni cultural català | La Rectoria Vella (Castellcir)        | Modifica les dades a Wikidata |
|        | la Roca                   | Castellcir | masia        |                                          | 41° 46′ 04″ N, 2° 09′ 18″ E / 41.7679°N,2.15495°E 746 msnm |                                            | La Roca (Castellcir)                  | Modifica les dades a Wikidata |
|        | la Talladella             | Castellcir | masia        | Estil: arquitectura popular 16th century | 41° 46′ 53″ N, 2° 09′ 34″ E / 41.78145278°N,2.15948889°E ca:Al camí cap a Santa Coloma 817 msnm                                                                           | bé cultural d'interès local                | La Talladella                         | Modifica les dades a Wikidata |
|        | la Tuna                   | Castellcir | masia        |                                          | 41° 46′ 47″ N, 2° 10′ 05″ E / 41.7798°N,2.16794°E 717 msnm |                                            | La Tuna (Castellcir)                  | Modifica les dades a Wikidata |
|        | la Vileta                 | Castellcir | masia        | 14th century                             | 41° 45′ 24″ N, 2° 09′ 31″ E / 41.75665556°N,2.15854444°E ca:Al sud est del nucli principal, entre aquest i la riera de Castellcir. 665.8 msnm                             |                                            | La Vileta (Castellcir)                | Modifica les dades a Wikidata |
|        | les Berengueres           | Castellcir | masia        | 1666                                     | 41° 47′ 32″ N, 2° 09′ 21″ E / 41.79216944°N,2.15595278°E ca:A ponent de Santa Coloma Sasserra 816.9 msnm                                                                  |                                            |                                       | Modifica les dades a Wikidata |
|        | les Cases de Fusta        | Castellcir | masia        |                                          | 41° 46′ 36″ N, 2° 09′ 06″ E / 41.7768°N,2.15159°E 795 msnm |                                            | Les Cases de Fusta                    | Modifica les dades a Wikidata |
|        | les Solanes               | Castellcir | masia        | 1750                                     | 41° 45′ 52″ N, 2° 10′ 52″ E / 41.7644°N,2.18106°E ca:Al peu meridional del Serrat Rodó 752.8 msnm                                                                         |                                            |                                       | Modifica les dades a Wikidata |
|        | les Vinyes                | Castellcir | masia        | 20th century                             | 41° 47′ 04″ N, 2° 04′ 58″ E / 41.78434417°N,2.08280278°E ca:A Marfà, al nord est del Torrent de la Fàbrega. 603.5 msnm                                                    |                                            |                                       | Modifica les dades a Wikidata |

## molí d'aigua
| imatge | Nom                        | Ubicat a   | instància de | Detalls                     | coordenades                                                                        | Protecció                                  | Commons (més fotos)        | Dades a WD                    |
| ------ | -------------------------- | ---------- | ------------ | --------------------------- | ---------------------------------------------------------------------------------- | ------------------------------------------ | -------------------------- | ----------------------------- |
|        | El Molí Vell (Castellcir)  | Castellcir | molí d'aigua |                             | 41° 45′ 57″ N, 2° 07′ 59″ E / 41.7659°N,2.133°E 661 msnm                           |                                            | El Molí Vell (Castellcir)  | Modifica les dades a Wikidata |
|        | Molí Nou del Bosc          | Castellcir | molí d'aigua |                             | 41° 44′ 53″ N, 2° 09′ 35″ E / 41.74812°N,2.15966°E ca:Riera de Castellcir 638 msnm | bé cultural d'interès local                | Molí Nou del Bosc          | Modifica les dades a Wikidata |
|        | Molí de Brotons            | Castellcir | molí d'aigua |                             | 41° 46′ 54″ N, 2° 04′ 44″ E / 41.7818°N,2.07878°E ca:Riera de Marfà 545 msnm       | bé cultural d'interès local                | Molí de Brotons            | Modifica les dades a Wikidata |
|        | Molí de Marfà              | Castellcir | molí d'aigua | 1820                        | 41° 46′ 49″ N, 2° 04′ 33″ E / 41.7802°N,2.07584°E ca:Riera de Marfà 534.5 msnm     | bé cultural d'interès local                | Molí de Marfà              | Modifica les dades a Wikidata |
|        | Molí de la Datzira         | Castellcir | molí d'aigua |                             | 41° 47′ 03″ N, 2° 03′ 29″ E / 41.78424°N,2.0581°E 508 msnm                         |                                            | Molí de la Datzira         | Modifica les dades a Wikidata |
|        | Molí del Bosc (Castellcir) | Castellcir | molí d'aigua | Estil: arquitectura popular | 41° 45′ 20″ N, 2° 09′ 34″ E / 41.75555556°N,2.15953056°E 655 msnm                  | bé integrant del patrimoni cultural català | Molí del Bosc (Castellcir) | Modifica les dades a Wikidata |
|        | Molí del Mig               | Castellcir | molí d'aigua |                             | 41° 45′ 03″ N, 2° 09′ 36″ E / 41.7507°N,2.16004°E 649 msnm                         |                                            |                            | Modifica les dades a Wikidata |
|        | Molí dels Sorts            | Castellcir | molí d'aigua | Estat: ruïnós               | 41° 46′ 49″ N, 2° 03′ 01″ E / 41.780278°N,2.050311°E 488 msnm                      |                                            | Molí dels Sorts            | Modifica les dades a Wikidata |

## muntanya
| imatge | Nom                     | Ubicat a                             | instància de | Detalls | coordenades                                                         | Protecció | Commons (més fotos)           | Dades a WD                    |
| ------ | ----------------------- | ------------------------------------ | ------------ | ------- | ------------------------------------------------------------------- | --------- | ----------------------------- | ----------------------------- |
|        | Penyora de Serracaixeta | Castellcir                           | muntanya     |         | 41° 47′ 20″ N, 2° 10′ 09″ E / 41.78875°N,2.16905444°E 850.4 msnm    |           |                               | Modifica les dades a Wikidata |
|        | Roques Sitjanes         | Castellcir                           | muntanya     |         | 41° 45′ 52″ N, 2° 10′ 06″ E / 41.764475°N,2.168465°E 843 msnm       |           |                               | Modifica les dades a Wikidata |
|        | Sang-i-fetge            | Castellcir Castellterçol             | muntanya     |         | 41° 46′ 11″ N, 2° 04′ 17″ E / 41.76980556°N,2.07125556°E 806 msnm   |           |                               | Modifica les dades a Wikidata |
|        | Serrat de Baiones       | Castellcir Moià Monistrol de Calders | muntanya     |         | 41° 47′ 04″ N, 2° 02′ 29″ E / 41.784333°N,2.041324°E 697 msnm       |           | Serrat de Baiones             | Modifica les dades a Wikidata |
|        | Serrat del Colom        | Castellcir                           | muntanya     |         | 41° 46′ 34″ N, 2° 10′ 18″ E / 41.77624722°N,2.17166389°E 851 msnm   |           | Serrat del Colom (Castellcir) | Modifica les dades a Wikidata |
|        | Serrat dels Moros       | Castellcir                           | muntanya     |         | 41° 47′ 40″ N, 2° 08′ 52″ E / 41.79448889°N,2.14772222°E 790.8 msnm |           |                               | Modifica les dades a Wikidata |
|        | Turó de Pujalt          | Castellcir Castellterçol             | muntanya     |         | 41° 46′ 06″ N, 2° 04′ 37″ E / 41.76841583°N,2.07685°E 817 msnm      |           |                               | Modifica les dades a Wikidata |
|        | Turó de Torroella       | Castellcir                           | muntanya     |         | 41° 44′ 13″ N, 2° 08′ 54″ E / 41.73691667°N,2.14838333°E            |           | Turó de Torroella             | Modifica les dades a Wikidata |
|        | Turó de Vilacís         | Castellcir                           | muntanya     |         | 41° 46′ 02″ N, 2° 09′ 33″ E / 41.7672°N,2.15911°E 795 msnm          |           | Turó de Vilacís (Castellcir)  | Modifica les dades a Wikidata |
|        | Turó del Coll           | Castellcir                           | muntanya     |         | 41° 46′ 20″ N, 2° 02′ 58″ E / 41.7721°N,2.04955°E 711 msnm          |           |                               | Modifica les dades a Wikidata |
|        | el Gurugú               | Castellcir                           | muntanya     |         | 41° 45′ 40″ N, 2° 09′ 56″ E / 41.7612°N,2.16547°E 823 msnm          |           | El Gurugú                     | Modifica les dades a Wikidata |
|        | el Trompo               | Castellcir Monistrol de Calders      | muntanya     |         | 41° 45′ 56″ N, 2° 02′ 40″ E / 41.76541667°N,2.04443056°E 676 msnm   |           | El Trompo                     | Modifica les dades a Wikidata |
|        | la Trona                | Castellcir Castellterçol             | muntanya     |         | 41° 46′ 07″ N, 2° 03′ 59″ E / 41.7685°N,2.06648°E 735.8 msnm        |           |                               | Modifica les dades a Wikidata |

## nucli de població
| imatge | Nom                   | Ubicat a   | instància de      | Detalls                      | coordenades                                                                                         | Protecció | Commons (més fotos)     | Dades a WD                    |
| ------ | --------------------- | ---------- | ----------------- | ---------------------------- | --------------------------------------------------------------------------------------------------- | --------- | ----------------------- | ----------------------------- |
|        | Santa Coloma Sasserra | Castellcir | nucli de població | Estil: arquitectura romànica | 41° 47′ 41″ N, 2° 10′ 07″ E / 41.794622°N,2.168689°E ca:Camí que continua la ctra. BV-1310 863 msnm |           | Santa Coloma Sasserra   | Modifica les dades a Wikidata |
|        | el Prat               | Castellcir | nucli de població |                              | 41° 46′ 07″ N, 2° 08′ 51″ E / 41.76854583°N,2.1474°E 784 msnm                                       |           | El Prat (urbanització)  | Modifica les dades a Wikidata |
|        | la Roureda            | Castellcir | nucli de població |                              | 41° 45′ 59″ N, 2° 08′ 59″ E / 41.76630278°N,2.14971667°E 787 msnm                                   |           | La Roureda (Castellcir) | Modifica les dades a Wikidata |

## plana
| imatge | Nom                                  | Ubicat a   | instància de | Detalls             | coordenades                                                                | Protecció | Commons (més fotos) | Dades a WD                    |
| ------ | ------------------------------------ | ---------- | ------------ | ------------------- | -------------------------------------------------------------------------- | --------- | ------------------- | ----------------------------- |
|        | Pla Fesoler                          | Castellcir | plana        |                     | 41° 46′ 23″ N, 2° 10′ 10″ E / 41.773°N,2.16943°E                           |           |                     | Modifica les dades a Wikidata |
|        | Pla d'Olis                           | Castellcir | plana        |                     | 41° 46′ 25″ N, 2° 04′ 06″ E / 41.77369722°N,2.0684475°E 746 msnm           |           |                     | Modifica les dades a Wikidata |
|        | Pla de Can Moianès                   | Castellcir | plana        |                     | 41° 47′ 12″ N, 2° 09′ 41″ E / 41.78652778°N,2.16125556°E                   |           |                     | Modifica les dades a Wikidata |
|        | Pla de Cavalls                       | Castellcir | plana        |                     | 41° 46′ 46″ N, 2° 10′ 45″ E / 41.7795°N,2.17923°E 685 msnm                 |           |                     | Modifica les dades a Wikidata |
|        | Pla de l'Alzina (Marfà)              | Castellcir | plana        |                     | 41° 46′ 25″ N, 2° 04′ 19″ E / 41.77355833°N,2.072°E 760 msnm               |           |                     | Modifica les dades a Wikidata |
|        | Pla de l'Estepar                     | Castellcir | plana        |                     | 41° 46′ 19″ N, 2° 10′ 06″ E / 41.771875°N,2.16826472°E 890 msnm            |           |                     | Modifica les dades a Wikidata |
|        | Pla de la Ferradura                  | Castellcir | plana        |                     | 41° 45′ 23″ N, 2° 08′ 57″ E / 41.75651944°N,2.14914722°E 770 msnm          |           |                     | Modifica les dades a Wikidata |
|        | Pla de la Llosa                      | Castellcir | plana        |                     | 41° 45′ 56″ N, 2° 08′ 53″ E / 41.76543056°N,2.14812778°E 785 msnm          |           | Pla de la Llosa     | Modifica les dades a Wikidata |
|        | Pla de la Terma                      | Castellcir | plana        |                     | 41° 46′ 46″ N, 2° 10′ 45″ E / 41.7795°N,2.17923°E 685 msnm                 |           |                     | Modifica les dades a Wikidata |
|        | Pla de les Alzines Sureres           | Castellcir | plana        |                     | 41° 46′ 07″ N, 2° 09′ 08″ E / 41.7687°N,2.1521°E 890 msnm                  |           |                     | Modifica les dades a Wikidata |
|        | Pla del Forn (Santa Coloma Sasserra) | Castellcir | plana        |                     | 41° 47′ 47″ N, 2° 10′ 09″ E / 41.7963812°N,2.1691068°E 860 msnm            |           |                     | Modifica les dades a Wikidata |
|        | Pla del Prat (Castellcir)            | Castellcir | plana        |                     | 41° 46′ 44″ N, 2° 09′ 37″ E / 41.77895278°N,2.16033056°E                   |           |                     | Modifica les dades a Wikidata |
|        | Pla dels Pins                        | Castellcir | plana        | Superfície: 242.9ha | 41° 46′ 28″ N, 2° 04′ 00″ E / 41.7745°N,2.06666°E 745 msnm                 |           |                     | Modifica les dades a Wikidata |
|        | Pla dels Tofoners                    | Castellcir | plana        |                     | 41° 46′ 50″ N, 2° 09′ 39″ E / 41.78061389°N,2.16095833°E 825 msnm          |           |                     | Modifica les dades a Wikidata |
|        | Pla dels Xarpons                     | Castellcir | plana        |                     | 41° 46′ 50″ N, 2° 09′ 39″ E / 41.7806°N,2.16096°E 825 msnm                 |           |                     | Modifica les dades a Wikidata |
|        | Plans de la Sala                     | Castellcir | plana        |                     | 41° 46′ 50″ N, 2° 09′ 39″ E / 41.78061389°N,2.16095833°E 825 msnm          |           |                     | Modifica les dades a Wikidata |
|        | Plans de la Tuta                     | Castellcir | plana        |                     | 41° 47′ 37″ N, 2° 08′ 49″ E / 41.793530555556°N,2.1468194444444°E 785 msnm |           |                     | Modifica les dades a Wikidata |

## pou de neu
| imatge | Nom                               | Ubicat a   | instància de                    | Detalls                     | coordenades | Protecció                                  | Commons (més fotos)               | Dades a WD                    |
| ------ | --------------------------------- | ---------- | ------------------------------- | --------------------------- | --- | ------------------------------------------ | --------------------------------- | ----------------------------- |
|        | Pou Cavaller                      | Castellcir | pou de neu                      |                             | 41° 47′ 03″ N, 2° 10′ 18″ E / 41.784188°N,2.171533°E 730 msnm |                                            | Pou Cavaller                      | Modifica les dades a Wikidata |
|        | Pou d'Esplugues                   | Castellcir | pou de neu                      |                             | 41° 46′ 18″ N, 2° 08′ 14″ E / 41.7718°N,2.13729°E 674 msnm |                                            | Pou d'Esplugues                   | Modifica les dades a Wikidata |
|        | Pou de glaç de Can Vilardell      | Castellcir | pou de neu                      | Estil: arquitectura popular | 41° 44′ 47″ N, 2° 09′ 36″ E / 41.7463°N,2.16006°E ca:A l'est del camí de Vilardell, paral·lel al torrent del Bosc i el riu Tenes. ca:Riera de Castellcir, entre Sant Quirze Safaja i Castellcir 637 msnm | bé integrant del patrimoni cultural català | Pou de glaç de Can Vilardell      | Modifica les dades a Wikidata |
|        | Pou de glaç de la Font del Barbot | Castellcir | pou de neu                      | Estat: ruïnós               | 41° 47′ 25″ N, 2° 10′ 45″ E / 41.79034167°N,2.17919722°E 755 msnm |                                            | Pou de glaç de la Font del Barbot | Modifica les dades a Wikidata |
|        | Pou de glaç del Saiolic           | Castellcir | pou de neu                      |                             | 41° 46′ 41″ N, 2° 05′ 17″ E / 41.77806667°N,2.088025°E 607.4 msnm |                                            |                                   | Modifica les dades a Wikidata |
|        | Poua Montserrat                   | Castellcir | pou de neu                      |                             | 41° 46′ 14″ N, 2° 08′ 11″ E / 41.77045278°N,2.13651111°E 683 msnm |                                            |                                   | Modifica les dades a Wikidata |
|        | Poua de Sant Jeroni               | Castellcir | pou de neu                      |                             | 41° 47′ 03″ N, 2° 09′ 03″ E / 41.78413028°N,2.1508775°E 711 msnm |                                            |                                   | Modifica les dades a Wikidata |
|        | Poua de glaç de la Fàbrega        | Castellcir | pou de neu jaciment arqueològic | Estil: arquitectura popular | 41° 46′ 42″ N, 2° 05′ 19″ E / 41.7784°N,2.08856°E ca:Prop del torrent de la Fàbrega | bé integrant del patrimoni cultural català |                                   | Modifica les dades a Wikidata |
|        | Poua de la Torrassa dels Moros    | Castellcir | pou de neu                      |                             | 41° 46′ 09″ N, 2° 09′ 56″ E / 41.76924333°N,2.16566111°E 685 msnm |                                            | Poua de la Torrassa dels Moros    | Modifica les dades a Wikidata |
|        | Poua de les Berengueres           | Castellcir | pou de neu                      |                             | 41° 47′ 03″ N, 2° 09′ 03″ E / 41.78413028°N,2.1508775°E 717 msnm |                                            |                                   | Modifica les dades a Wikidata |
|        | Poua del Molí Nou                 | Castellcir | pou de neu                      |                             | 41° 45′ 01″ N, 2° 09′ 41″ E / 41.75022889°N,2.16135278°E 640 msnm |                                            |                                   | Modifica les dades a Wikidata |
|        | Poua del Molí del Bosc            | Castellcir | pou de neu                      |                             | 41° 45′ 22″ N, 2° 09′ 40″ E / 41.75624444°N,2.160975°E 660 msnm |                                            | Poua del Molí del Bosc            | Modifica les dades a Wikidata |

## serra
| imatge | Nom                          | Ubicat a                                              | instància de | Detalls       | coordenades                                                     | Protecció | Commons (més fotos)            | Dades a WD                    |
| ------ | ---------------------------- | ----------------------------------------------------- | ------------ | ------------- | --------------------------------------------------------------- | --------- | ------------------------------ | ----------------------------- |
|        | Carena de Bassapedrells      | Castellcir Sant Martí de Centelles                    | serra        | Llarg: 1km    | 41° 45′ 36″ N, 2° 11′ 14″ E / 41.7601°N,2.1873°E                |           |                                | Modifica les dades a Wikidata |
|        | Grony del Vilardell          | Castellcir                                            | serra        | Llarg: 0.6km  | 41° 44′ 49″ N, 2° 08′ 59″ E / 41.746836°N,2.149639°E            |           | Grony del Vilardell            | Modifica les dades a Wikidata |
|        | Serra de Bernils             | Castellcir Sant Martí de Centelles                    | serra        |               | 41° 45′ 57″ N, 2° 11′ 17″ E / 41.765923°N,2.187992°E 761.6 msnm |           |                                | Modifica les dades a Wikidata |
|        | Serra de Bosc Mitger         | Castellcir                                            | serra        |               |                                                                 |           |                                | Modifica les dades a Wikidata |
|        | Serra de Roca-sitjana        | Castellcir                                            | serra        | Llarg: 0.8km  | 41° 45′ 48″ N, 2° 10′ 00″ E / 41.763451°N,2.166748°E 843 msnm   |           | Serra de Roca-sitjana          | Modifica les dades a Wikidata |
|        | Serra de Santa Magdalena     | Castellcir                                            | serra        |               | 41° 47′ 29″ N, 2° 03′ 02″ E / 41.7915°N,2.05068°E               |           |                                | Modifica les dades a Wikidata |
|        | Serra de les Solanes         | Castellcir                                            | serra        |               | 41° 45′ 57″ N, 2° 10′ 17″ E / 41.7658°N,2.17128°E               |           |                                | Modifica les dades a Wikidata |
|        | Serrat Rodó                  | Castellcir                                            | serra        |               | 41° 46′ 04″ N, 2° 10′ 53″ E / 41.7677°N,2.18133°E 865.6 msnm    |           |                                | Modifica les dades a Wikidata |
|        | Serrat de Puig Orris         | Castellcir                                            | serra        |               | 41° 45′ 31″ N, 2° 03′ 52″ E / 41.7585°N,2.06444°E               |           |                                | Modifica les dades a Wikidata |
|        | Serrat de Pujalt             | Castellcir Castellterçol                              | serra        |               | 41° 46′ 06″ N, 2° 04′ 37″ E / 41.7684°N,2.07687°E               |           |                                | Modifica les dades a Wikidata |
|        | Serrat de la Barraca         | Castellcir                                            | serra        | Llarg: 1km    | 41° 47′ 43″ N, 2° 09′ 09″ E / 41.79534722°N,2.15259861°E        |           |                                | Modifica les dades a Wikidata |
|        | Serrat de la Bassa Blanca    | Castellcir                                            | serra        | Llarg: 1km    | 41° 46′ 35″ N, 2° 07′ 52″ E / 41.7763°N,2.13107°E               |           |                                | Modifica les dades a Wikidata |
|        | Serrat de la Bassa del Prat  | Castellcir                                            | serra        | Llarg: 0.5km  |                                                                 |           | Serrat de la Bassa del Prat    | Modifica les dades a Wikidata |
|        | Serrat de la Casa del Guarda | Castellcir                                            | serra        | Llarg: 0.85km | 41° 46′ 34″ N, 2° 08′ 18″ E / 41.7761°N,2.13823°E               |           |                                | Modifica les dades a Wikidata |
|        | Serrat de la Creueta         | Castellcir Sant Martí de Centelles Sant Quirze Safaja | serra        |               | 41° 45′ 32″ N, 2° 11′ 11″ E / 41.759°N,2.1864°E                 |           |                                | Modifica les dades a Wikidata |
|        | Serrat de la Cua de Gall     | Castellcir                                            | serra        |               | 41° 47′ 31″ N, 2° 11′ 07″ E / 41.792°N,2.18539°E 916.3 msnm     |           |                                | Modifica les dades a Wikidata |
|        | Serrat de la Descàrrega      | Castellcir Castellterçol                              | serra        |               | 41° 46′ 44″ N, 2° 05′ 00″ E / 41.7788°N,2.08339°E               |           |                                | Modifica les dades a Wikidata |
|        | Serrat de la Roca            | Castellcir                                            | serra        | Llarg: 0.5km  |                                                                 |           | Serrat de la Roca (Castellcir) | Modifica les dades a Wikidata |
|        | Serrat de la Vall            | Castellcir                                            | serra        | Llarg: 0.8km  | 41° 45′ 41″ N, 2° 08′ 08″ E / 41.7614°N,2.13554°E               |           |                                | Modifica les dades a Wikidata |
|        | Serrat de les Abelles        | Castellcir                                            | serra        | Llarg: 1km    | 41° 47′ 10″ N, 2° 09′ 04″ E / 41.7862°N,2.15103°E               |           |                                | Modifica les dades a Wikidata |
|        | Serrat de les Abelles        | Castellcir                                            | serra        | Llarg: 1km    | 41° 47′ 37″ N, 2° 10′ 03″ E / 41.7935°N,2.1675°E                |           |                                | Modifica les dades a Wikidata |
|        | Serrat del Coll (Marfà)      | Castellcir                                            | serra        |               |                                                                 |           |                                | Modifica les dades a Wikidata |
|        | Serrat del Llop              | Castellcir                                            | serra        | Llarg: 0.3km  | 41° 45′ 57″ N, 2° 08′ 49″ E / 41.7658°N,2.14693°E               |           |                                | Modifica les dades a Wikidata |
|        | Serrat del Molí Vell         | Castellcir                                            | serra        | Llarg: 0.8km  | 41° 45′ 54″ N, 2° 08′ 14″ E / 41.76503°N,2.137253°E             |           | Serrat del Molí Vell           | Modifica les dades a Wikidata |
|        | Serrat del Terme             | Castellcir                                            | serra        | Llarg: 0.8km  | 41° 46′ 30″ N, 2° 07′ 26″ E / 41.7749°N,2.12383°E               |           |                                | Modifica les dades a Wikidata |
|        | Serrat del Verdeguer         | Castellcir                                            | serra        | Llarg: 1km    | 41° 46′ 48″ N, 2° 07′ 52″ E / 41.7801°N,2.13119°E               |           |                                | Modifica les dades a Wikidata |
|        | Serrat dels Hereus           | Castellcir                                            | serra        | Llarg: 1km    | 41° 47′ 00″ N, 2° 09′ 17″ E / 41.7832°N,2.15479°E               |           |                                | Modifica les dades a Wikidata |
|        | Serrat dels Llamps (Marfà)   | Castellcir                                            | serra        |               |                                                                 |           |                                | Modifica les dades a Wikidata |
|        | Serreta de Bernils           | Castellcir                                            | serra        | Llarg: 0.8km  | 41° 45′ 35″ N, 2° 10′ 34″ E / 41.7598°N,2.17605°E               |           |                                | Modifica les dades a Wikidata |

## solana
| imatge | Nom                        | Ubicat a   | instància de | Detalls | coordenades                                                       | Protecció | Commons (més fotos) | Dades a WD                    |
| ------ | -------------------------- | ---------- | ------------ | ------- | ----------------------------------------------------------------- | --------- | ------------------- | ----------------------------- |
|        | Solell del Barraca         | Castellcir | solana       |         | 41° 46′ 13″ N, 2° 08′ 01″ E / 41.77038333°N,2.13349361°E 715 msnm |           |                     | Modifica les dades a Wikidata |
|        | Solell del Verdeguer       | Castellcir | solana       |         | 41° 46′ 43″ N, 2° 08′ 29″ E / 41.7785°N,2.14143°E                 |           |                     | Modifica les dades a Wikidata |
|        | Solella de Serramitja      | Castellcir | solana       |         | 41° 46′ 57″ N, 2° 02′ 36″ E / 41.78259167°N,2.04326389°E 550 msnm |           |                     | Modifica les dades a Wikidata |
|        | Solella de la Closella     | Castellcir | solana       |         | 41° 46′ 06″ N, 2° 03′ 27″ E / 41.76831306°N,2.05752222°E          |           |                     | Modifica les dades a Wikidata |
|        | Solella de la Datzira      | Castellcir | solana       |         | 41° 47′ 14″ N, 2° 04′ 24″ E / 41.7873°N,2.07344°E                 |           |                     | Modifica les dades a Wikidata |
|        | Solella de la Descàrrega   | Castellcir | solana       |         | 41° 46′ 25″ N, 2° 04′ 59″ E / 41.77355556°N,2.083°E               |           |                     | Modifica les dades a Wikidata |
|        | Solella de la Roca         | Castellcir | solana       |         | 41° 45′ 57″ N, 2° 09′ 15″ E / 41.7657°N,2.15411°E 715 msnm        |           |                     | Modifica les dades a Wikidata |
|        | Solella de la Vall         | Castellcir | solana       |         | 41° 45′ 30″ N, 2° 08′ 41″ E / 41.75827222°N,2.14481111°E          |           |                     | Modifica les dades a Wikidata |
|        | Solella de les Berengueres | Castellcir | solana       |         | 41° 47′ 18″ N, 2° 09′ 16″ E / 41.78831111°N,2.15431667°E 750 msnm |           |                     | Modifica les dades a Wikidata |
|        | Solella del Bosc           | Castellcir | solana       |         | 41° 45′ 22″ N, 2° 10′ 28″ E / 41.7561°N,2.17442°E 725 msnm        |           |                     | Modifica les dades a Wikidata |
|        | Solella del Castell        | Castellcir | solana       |         | 41° 46′ 44″ N, 2° 11′ 31″ E / 41.778975°N,2.19207222°E            |           |                     | Modifica les dades a Wikidata |
|        | Solella del Vilardell      | Castellcir | solana       |         | 41° 44′ 24″ N, 2° 09′ 21″ E / 41.74004167°N,2.15596667°E          |           |                     | Modifica les dades a Wikidata |

## Misc
| imatge | Nom                                    | Ubicat a                     | instància de         | Detalls | coordenades                                                                                                  | Protecció                                  | Commons (més fotos)                    | Dades a WD                    |
| ------ | -------------------------------------- | ---------------------------- | -------------------- | --- | --- | ------------------------------------------ | -------------------------------------- | ----------------------------- |
|        | Avenc de Castellcir                    | Castellcir                   | avenc                | | 41° 46′ 20″ N, 2° 10′ 28″ E / 41.77215°N,2.17431°E ca:Entre la Torrota dels Moros i el Castell de Castellcir |                                            |                                        | Modifica les dades a Wikidata |
|        | BV-1342                                | Castellcir                   | carretera            | | 41° 45′ 41″ N, 2° 08′ 41″ E / 41.7615°N,2.14482°E                                                            |                                            |                                        | Modifica les dades a Wikidata |
|        | Baga del Bosc                          | Castellcir                   | element geogràfic    | | 41° 45′ 07″ N, 2° 10′ 05″ E / 41.75197°N,2.16809778°E                                                        |                                            |                                        | Modifica les dades a Wikidata |
|        | Carrer de l'Amargura                   | Castellcir                   | assentament humà     | | 41° 45′ 37″ N, 2° 08′ 59″ E / 41.76035556°N,2.14971667°E                                                     |                                            |                                        | Modifica les dades a Wikidata |
|        | Pont d'Esplugues                       | Castellcir                   | pont                 | Estil: arquitectura popular 11st century Travessa: riera de Fontscalents Estat: bon estat Llarg: 21m Ample: 2m | 41° 46′ 06″ N, 2° 08′ 02″ E / 41.76843°N,2.13384333°E ca:Davant del mas d'Esplugues 666.6 662.2 msnm         | bé integrant del patrimoni cultural català | Pont d'Esplugues (Castellcir)          | Modifica les dades a Wikidata |
|        | Salt de la Tosca                       | Castellcir                   | salt d'aigua         | | 41° 46′ 55″ N, 2° 04′ 42″ E / 41.781975°N,2.07845278°E 550 msnm                                              |                                            | Salt de la Tosca                       | Modifica les dades a Wikidata |
|        | Sauva Negra                            | Castellcir Balenyà Centelles | àrea protegida bosc  | | 41° 47′ 07″ N, 2° 10′ 48″ E / 41.7852275°N,2.18011388889°E                                                   |                                            | La Sauva Negra                         | Modifica les dades a Wikidata |
|        | Vall de Marfà                          | Castellcir                   | vall                 | | 41° 46′ 48″ N, 2° 04′ 24″ E / 41.77987778°N,2.07323889°E                                                     |                                            | Vall de Marfà                          | Modifica les dades a Wikidata |
|        | casa consistorial de Castellcir        | Castellcir                   | casa consistorial    | | 41° 45′ 38″ N, 2° 09′ 00″ E / 41.7604462°N,2.149913°E                                                        |                                            |                                        | Modifica les dades a Wikidata |
|        | creu de terme de Santa Coloma Sasserra | Castellcir                   | creu de terme        | | 41° 47′ 41″ N, 2° 10′ 06″ E / 41.79486081891051°N,2.1682530300869°E                                          |                                            | Creu de terme de Santa Coloma Sasserra | Modifica les dades a Wikidata |
|        | jaciment de la Riera de Castellcir     | Castellcir                   | jaciment arqueològic | | 41° 45′ 48″ N, 2° 09′ 42″ E / 41.76320833°N,2.16158611°E 676 msnm                                            | bé integrant del patrimoni cultural català | Jaciment de la Riera de Castellcir     | Modifica les dades a Wikidata |